# Heinrich von Kleist

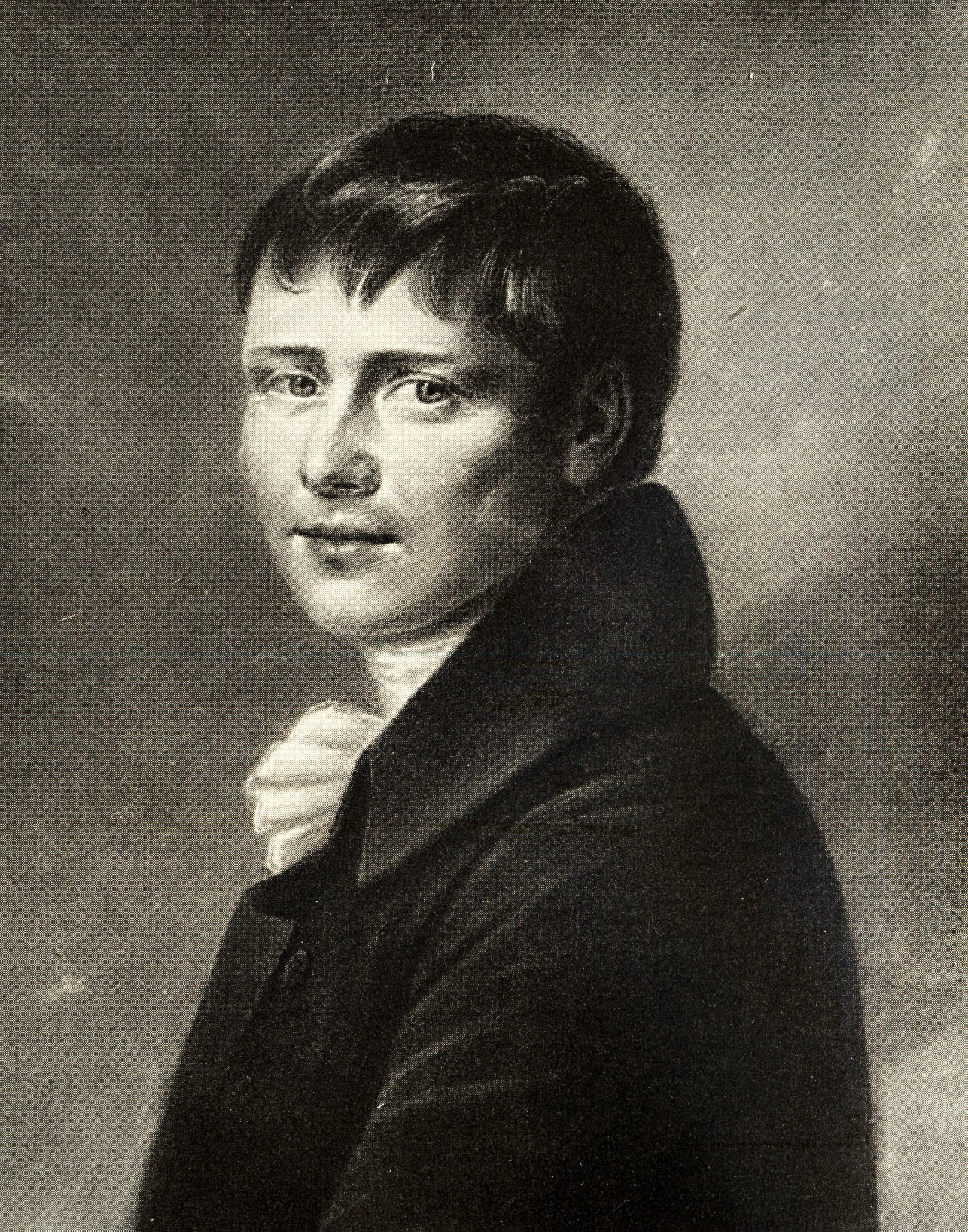
Heinrich von Kleist, Reproduktion einer Zeichnung von Peter Friedel, die der Dichter 1801 für seine Verlobte Wilhelmine von Zenge anfertigen ließ

Bernd Heinrich Wilhelm von Kleist (* 10. [nach eigener Angabe] oder 18. Oktober 1777 [laut Kirchenbuch] in Frankfurt (Oder), Brandenburg, Preußen; † 21. November 1811 am Stolper Loch, heute Kleiner Wannsee) war ein deutscher Dramatiker, Erzähler, Lyriker und Publizist.
Heinrich von Kleist stand als „Außenseiter im literarischen Leben seiner Zeit […] jenseits der etablierten Lager“ und der Literaturepochen der Weimarer Klassik und der Romantik. Bekannt ist er vor allem für das „historische Ritterschauspiel“ Das Käthchen von Heilbronn, seine Lustspiele Der zerbrochne Krug und Amphitryon, das Trauerspiel Penthesilea sowie für seine Novellen Michael Kohlhaas und Die Marquise von O....

## Biographie

### Familie, Ausbildung und Militärdienst (1777–1799)

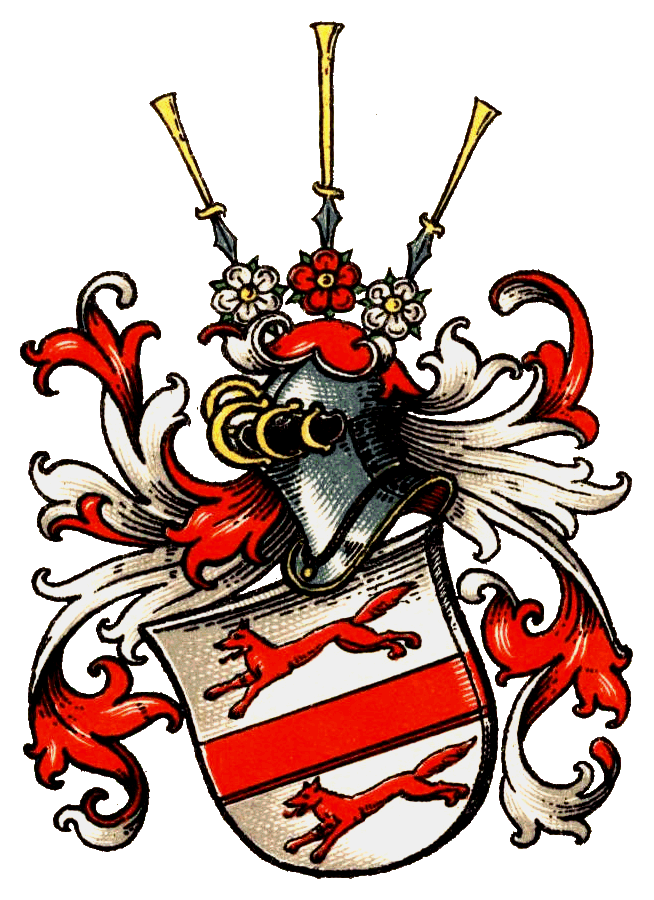
Wappen der Familie von Kleist

Heinrich von Kleist, geboren am 10. oder 18., getauft am 27. Oktober 1777, entstammte einer Familie des pommerschen Uradels, dem in Preußen eine herausgehobene Stellung zukam. Er wurde als fünftes Kind und erster Sohn seines Vaters geboren. Seine Familie brachte zahlreiche Generäle und Feldmarschalle, viele Gutsbesitzer, aber auch etliche Gelehrte, hohe Diplomaten und Beamte hervor. Kleists Vater, der Offizier Joachim Friedrich von Kleist (1728–1788), diente als Stabskapitän beim Regiment zu Fuß Prinz Leopold von Braunschweig in der Garnisonsstadt Frankfurt an der Oder. Aus einer ersten Ehe mit Caroline Luise Kleist, geborene von Wulffen († 1774), gingen die beiden Halbschwestern Kleists, Wilhelmine, genannt Minette, und Ulrike Philippine hervor, der Kleist später sehr nahestand. Joachim Friedrich heiratete 1775 in zweiter Ehe Juliane Ulrike von Pannwitz (1746–1793). Sie gebar die Kinder Friederike, Auguste Katharina, Heinrich und schließlich noch dessen jüngere Geschwister Leopold Friedrich und Juliane Kleist, genannt Julchen.
Nach dem Tod seines Vaters 1788 wurde Kleist in Berlin in der Pension des reformierten Predigers Samuel Heinrich Catel erzogen. Kleist wurde wahrscheinlich durch Catel, der zugleich Professor am Französischen Gymnasium war, auf die Werke der klassischen Dichter und der zeitgenössischen Philosophen der Aufklärung aufmerksam, mit denen er sich während seiner Militärzeit weiter auseinandersetzte. Vor dem Eintritt in die Preußische Armee brach er sein an der Brandenburgischen Universität Frankfurt begonnenes Studium ab, weil er der herkömmlichen Militärlaufbahn den Vorrang geben wollte.
Im Juni 1792 trat der junge Kleist getreu seiner Familientradition in das 3. Bataillon des Garderegiments zu Potsdam als Gefreiter-Korporal ein. Unter Generalinspekteur Ernst von Rüchel nahm er am Rheinfeldzug gegen Frankreich sowie an der Belagerung der ersten bürgerlichen Republik auf deutschem Boden in Mainz teil. Trotz wachsender Zweifel am Soldatendasein verblieb Kleist im Militär und wurde 1795 zum Fähnrich und 1797 zum Leutnant befördert. Privat jedoch nahm er zusammen mit seinem Freund Rühle von Lilienstern mathematische und philosophische Studien in Potsdam auf und erwarb sich den Universitätszugang. 1797 verkauften er und seine Geschwister den ererbten väterlichen Besitz, das kleine Rittergut Guhrow im Spreewald, für 30.000 Taler, von dem er nach seiner Großjährigkeit im Oktober 1801 über ein Siebtel verfügte.
Im März 1799 äußerte er die Absicht, den als unerträglich empfundenen Militärdienst aufzugeben und seinen Lebensplan – auch gegen den zu erwartenden Widerstand der Familie – zu verwirklichen. Dieser sollte nicht auf Reichtum, Würden und Ehren gegründet sein, sondern auf die Ausbildung des Geistes und ein wissenschaftliches Studium.

### Studium und erste Anstellung (1799–1801)

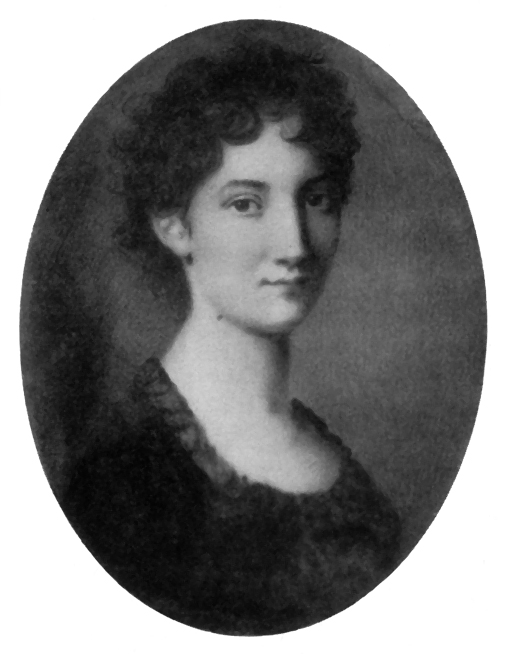
Wilhelmine von Zenge, Kleists Verlobte, anonyme Miniatur (um 1800)

Nach seiner erbetenen und gegen den Widerstand Ernst von Rüchels bewilligten Entlassung aus dem Militärdienst begann Kleist im April 1799 an der Universität Frankfurt an der Oder neben Mathematik als Hauptfach Physik, Kulturgeschichte, Naturrecht, Latein und – zur Beruhigung seiner Verwandten – Kameralwissenschaften zu studieren. Besonders interessierte er sich für den Physikunterricht bei dem als Professor tätigen Christian Ernst Wünsch, der ihm auch Privatunterricht in Experimentalphysik erteilte. Wie für nicht wenige andere Autoren der Zeit (beispielsweise Goethe, Achim von Arnim und Novalis) waren für ihn die Naturwissenschaften im Sinne der Aufklärung ein objektives Mittel, sich selbst, die Gesellschaft und die Welt zu erkennen – und zu verbessern. Die hoffnungsvoll begonnene wissenschaftliche Ausbildung vermochte Kleist jedoch schon bald nicht mehr voll zu befriedigen; das Buchwissen reichte ihm nicht aus. Mit dieser Haltung fand Kleist wenig Verständnis in seiner Umwelt. 1799 lernte er Wilhelmine von Zenge, die Tochter eines Garnisonskommandanten, kennen, mit der er sich Januar 1800 verlobte.
1800 brach er nach nur drei Semestern das Studium wieder ab und begann eine Tätigkeit als Volontär im preußischen Wirtschaftsministerium in Berlin, obwohl dies seinem Verständnis eines Lebensplanes „freier Geistesbildung“ nicht entsprach. Hintergrund der Entscheidung war seine Verlobung. Die Familie der Braut forderte, dass Kleist ein Staatsamt bekleide.
Nach Gesprächen mit hohen Beamten in Berlin am 28. August schrieb er sich am 1. September 1800 an der Universität Leipzig unter falschem Namen ein. Am 3. September desselben Jahres kam er nach Dresden, wo er sich bei dem englischen Botschafter Lord Elliot um ein Visum für das Habsburgerreich bemühte. In der Botschaft, so schrieb er seiner zu Hause gebliebenen Verlobten, habe er Dinge gehört, „die uns bewegen, nicht nach Wien zu gehen, sondern entweder nach Würzburg oder nach Straßburg“.
Für das Ministerium war Kleist im Sommer 1800 in geheimer Mission, vielleicht politisch (im Hinblick auf eine möglicherweise angestrebte Anstellung in Berlin) als Industrie- bzw. Wirtschaftsspion (mit dem Decknamen Klingstedt) unterwegs (von 9. September bis 22. Oktober in Würzburg, wo er mit seinem Freund Ludwig von Brockes zunächst im Hotel Fränkischer Hof in der heutigen Theaterstraße 1 unter falschem Namen Quartier nahm, eine Woche später bei dem Stadtchirurgen Joseph Wirth am Marktplatz (Schmalzmarkt 3), und sich möglicherweise auch einem chirurgischen oder urologischen Eingriff unterzog). Weitere Vermutungen zum Zweck des sechswöchigen Aufenthalts in Würzburg sind die Behandlung einer Vorhautverengung oder Impotenz (im Hinblick auf seine Verlobung bzw. anstehende Heirat) und der Kontakt zu einflussreichen Freimaurern. In Würzburg besuchte er wie andere Sensationslustige das Krankenhaus der Stiftung Juliusspital. Seine Eindrücke vom Besuch des Juliusspitals im September 1800, die er in einem Brief an seine Braut bzw. damalige Verlobte Wilhelmine von Zenge geschildert hat, mögen Einfluss auf seine Schilderung des Irrenhauses seiner Erzählung Die heilige Cäcilie oder die Gewalt der Musik (1810) genommen haben. In diesem Sommer und Herbst geschriebene fünf Briefe an Wilhelmine von Zenge sowie an seine jüngere Schwester Ulrike zeigen erstmals die dichterische Begabung des damals noch unbekannten Kleist. Am 22. Oktober 1800 verließ Kleist die Stadt am Main wieder und kehrte nach Preußen zurück. Zu einer Heirat mit seiner Verlobten kam es danach nicht.
Die berufliche, soziale und individuelle Problematik („das Leben ist ein schweres Spiel […], weil man beständig und immer von neuem eine Karte ziehen soll und doch nicht weiß, was Trumpf ist;“ – Brief an die Halbschwester Ulrike vom 5. Februar 1801) verdichtete sich vermutlich vor dem Hintergrund der Lektüre von Kants Kritik der Urteilskraft zur „Kant-Krise“ – so ein umstrittener Begriff der älteren Kleistforschung. Durch die Grenzen der Vernunfterkenntnis, die Kant aufgezeigt hatte, sah Kleist seinen geradlinigen, rein vernunftorientierten Lebensplan in Frage gestellt. In einem berühmten Brief an Wilhelmine vom 22. März 1801 notierte Kleist:

„Wir können nicht entscheiden, ob das was wir Wahrheit nennen, wahrhaftig Wahrheit ist oder ob es uns nur so scheint […] Mein einziges, mein höchstes Ziel ist gesunken, ich habe nun keines mehr.“

Kritikern zufolge berief Kleist sich allerdings lediglich auf eine durch die Lektüre Immanuel Kants ausgelöste Krise, um einer von Zögern, Scheitern und falschen Entscheidungen geprägten Lebensphase eine philosophische Rechtfertigung zu geben. Briefe, die er vor dem 22. März 1801 geschrieben habe, würden deutlich erkennen lassen, dass „er sich schon Monate vor der sogenannten Kant-Krise von den Wissenschaften abwandte, und keineswegs, weil er grundsätzlich an den Möglichkeiten sicherer Erkenntnis zweifelte, sondern weil die Beschäftigung mit den Wissenschaften den Reiz für ihn verloren hatte.“ Die von der älteren Forschung postulierte These der vollständigen Wandlung der kleistschen Persönlichkeit ausschließlich aufgrund philosophischer Lektüre wurde relativiert. Diese Lebenskrise sei wesentlich einem Überdruss an einengenden Spezialisierungszwängen geschuldet gewesen. Mittels einer ausgedehnten Reise nach Frankreich suchte Kleist sie zu überwinden.

### Paris und Thun (Schweiz) (1801–1804)
Im Frühjahr 1801 reiste er zusammen mit seiner Schwester Ulrike über Dresden nach Paris. Angesichts der von ihm als ‚sittenlos‘ empfundenen französischen Hauptstadt schreibt Kleist an Wilhelmine von Zenge:

„… ein wenig froh sein, so wie ich es jetzt bin, da ich … schreibe. Ja, vielleicht werde ich diese Reise nach Paris, … doch noch segnen. Nicht wegen der Freuden, die ich genoß, denn sparsam waren sie mir zugemessen; aber alle Sinne bestätigen mir hier, was längst mein Gefühl mir sagte, nämlich daß uns die Wissenschaften weder besser noch glücklicher machen, und ich hoffe daß mich das zu einer Entschließung führen wird. O ich kann Dir nicht beschreiben, welchen Eindruck der erste Anblick dieser höchsten Sittenlosigkeit bei der höchsten Wissenschaft auf mich machte. Wohin das Schicksal diese Nation führen wird –? Gott weiß es. Sie ist reifer zum Untergange als irgend eine andere europäische Nation. Zuweilen, wenn ich die Bibliotheken ansehe, wo in prächtigen Sälen und in prächtigen Bänden die Werke Rousseaus, Helvetius, Voltaires stehen, so denke ich, was haben sie genutzt? Hat ein einziges seinen Zweck erreicht? Haben sie das Rad aufhalten können, das unaufhaltsam stürzend seinem Abgrund entgegeneilt? O hätten alle, die gute Werke geschrieben haben, die Hälfte von diesem Guten getan, es stünde besser um die Welt. Ja selbst dieses Studium der Naturwissenschaft, auf welches der ganze Geist der französischen Nation mit fast vereinten Kräften gefallen ist, wohin wird es führen? Warum verschwendet der Staat Millionen an alle diese Anstalten zur Ausbreitung der Gelehrsamkeit? Ist es ihm um Wahrheit zu tun? Dem Staate? Ein Staat kennt keinen andern Vorteil, als den er nach Prozenten berechnen kann. Er will die Wahrheit anwenden – Und worauf? Auf Künste und Gewerbe. Er will das Bequeme noch bequemer machen, das Sinnliche noch versinnlichen, den raffiniertesten Luxus noch raffinieren. – Und wenn am Ende auch das üppigste und verwöhnteste Bedürfnis keinen Wunsch mehr ersinnen kann, was ist dann –?“

Abermals verarbeitete Kleist seine enttäuschenden Erfahrungen als Zweifel an der Eindeutigkeit der Vernunft und dem geschichtlichen Wollen. Durch seine Rousseau-Lektüre sah er sich angeregt, ein bäuerliches Leben zu führen: „Ein Feld zu bebauen, einen Baum zu pflanzen, und ein Kind zu zeugen“ (Brief vom 10. Oktober 1801 an Wilhelmine).

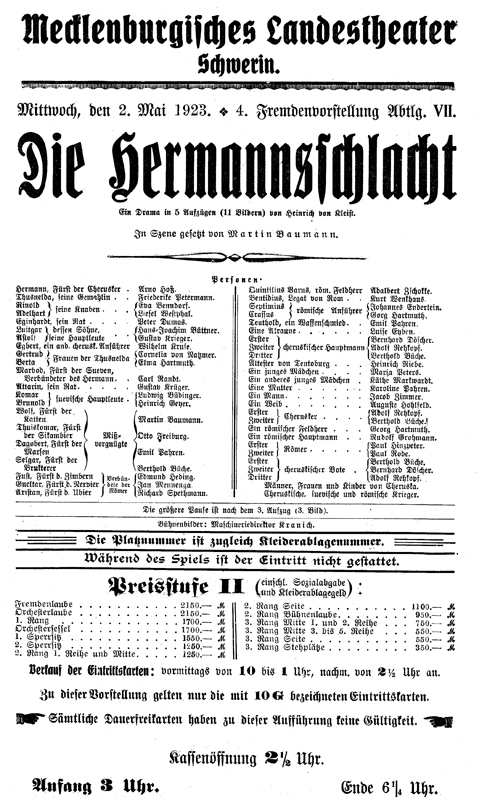
Die Hermannsschlacht, Theaterankündigung von 1923

Ab April 1802 wohnte er auf der Scherzliginsel in der Aare in Thun in der Schweiz. Das Häuschen wurde 1940 abgebrochen. Die Erinnerung an einen Besuch seines Jugendfreundes Ernst von Pfuel in Thun dürfte ihn zu dem idyllischen Dramolett Der Schrecken im Bade (1808) angeregt haben. Es kam zum Bruch mit Wilhelmine, die nicht seinen Vorstellungen gemäß als Bäuerin mit ihm zusammenleben wollte, und er löste 1802 die Verlobung mit ihr. Er arbeitete nun an dem bereits in Paris unter dem Titel Die Familie Ghonorez begonnenen Trauerspiel Die Familie Schroffenstein, schrieb weiter an seinem Trauerspiel Robert Guiskard, Herzog der Normänner und begann mit dem Lustspiel Der zerbrochne Krug.
Ende 1802 kehrte Kleist zurück nach Deutschland. In Dresden lernte er unter anderen Friedrich de la Motte Fouqué kennen und traf Ernst von Pfuel wieder. Lange hielt er es dort jedoch nicht aus; zusammen mit von Pfuel reiste Kleist abermals nach Paris. Dort verbrannte er die fertiggestellten Teile des Guiskard in tiefer Verzweiflung darüber, seine konzeptionellen Vorstellungen nicht realisieren zu können, und erlebte eine Schaffenskrise: „Der Himmel versagt mir den Ruhm, das größte der Güter der Erde!“ schrieb er am 26. Oktober 1803 an Ulrike. Kleist fasste daraufhin den Entschluss, in der französischen Armee gegen England zu kämpfen, „um den Tod in der Schlacht zu sterben“, wurde aber durch einen Bekannten dazu überredet, nach Potsdam zurückzukehren. Im Dezember 1803 war Kleist wieder in Deutschland und beantragte in Berlin eine Anstellung im diplomatischen Dienst.

### Königsberg (1804–1807)
Nach einer kurzen Tätigkeit im von Karl Freiherr vom Stein zum Altenstein geleiteten Finanzdepartement Mitte 1804 arbeitete er ab dem 6. Mai 1805 auf dessen Empfehlung als Diätar (Beamter im Vorbereitungsdienst ohne festes Gehalt) in Königsberg und sollte sich bei dem Staats- und Wirtschaftstheoretiker Christian Jacob Kraus in Kameralistik ausbilden lassen. In Königsberg traf er unter anderen die inzwischen mit dem als Philosophieprofessor tätigen Wilhelm Traugott Krug verheiratete Wilhelmine wieder. Kleist vollendete den Zerbrochnen Krug und arbeitete an dem Lustspiel Amphitryon, dem Trauerspiel Penthesilea und an den Erzählungen Michael Kohlhaas und Das Erdbeben in Chili.
Im August 1806 teilte Kleist seinem Freund Rühle von Lilienstern seine Absicht mit, aus dem Staatsdienst zu scheiden, um sich nunmehr durch „dramatische Arbeiten“ zu ernähren. Auf dem Weg nach Berlin wurden Kleist und seine Begleiter im Januar 1807 von den französischen Behörden als angebliche Spione verhaftet und zunächst in das Fort de Joux bei Pontarlier und dann in das Kriegsgefangenenlager Châlons-sur-Marne transportiert. Dort schrieb er vermutlich die Novelle Marquise von O.... und arbeitete weiter an der Penthesilea.

### Dresden (1807–1809)
Nach seiner Freilassung reiste er über Berlin nach Dresden (ab Ende August 1807), wo er unter anderem Schillers Freund Christian Gottfried Körner, die Romantiker Ludwig Tieck, Gotthilf Heinrich von Schubert, Caspar David Friedrich und vor allem den Staats- und Geschichtsphilosophen Adam Heinrich Müller sowie den Historiker Friedrich Christoph Dahlmann kennen lernte. Zusammen mit Müller gab Kleist ab Januar 1808 das Journal für die Kunst (so der Untertitel) Phöbus heraus. Das erste Heft mit dem Beitrag Fragment aus dem Trauerspiel: Penthesilea sandte er unter anderem Goethe zu, der in einem Antwortschreiben seine Verwunderung und sein Unverständnis bekundete.

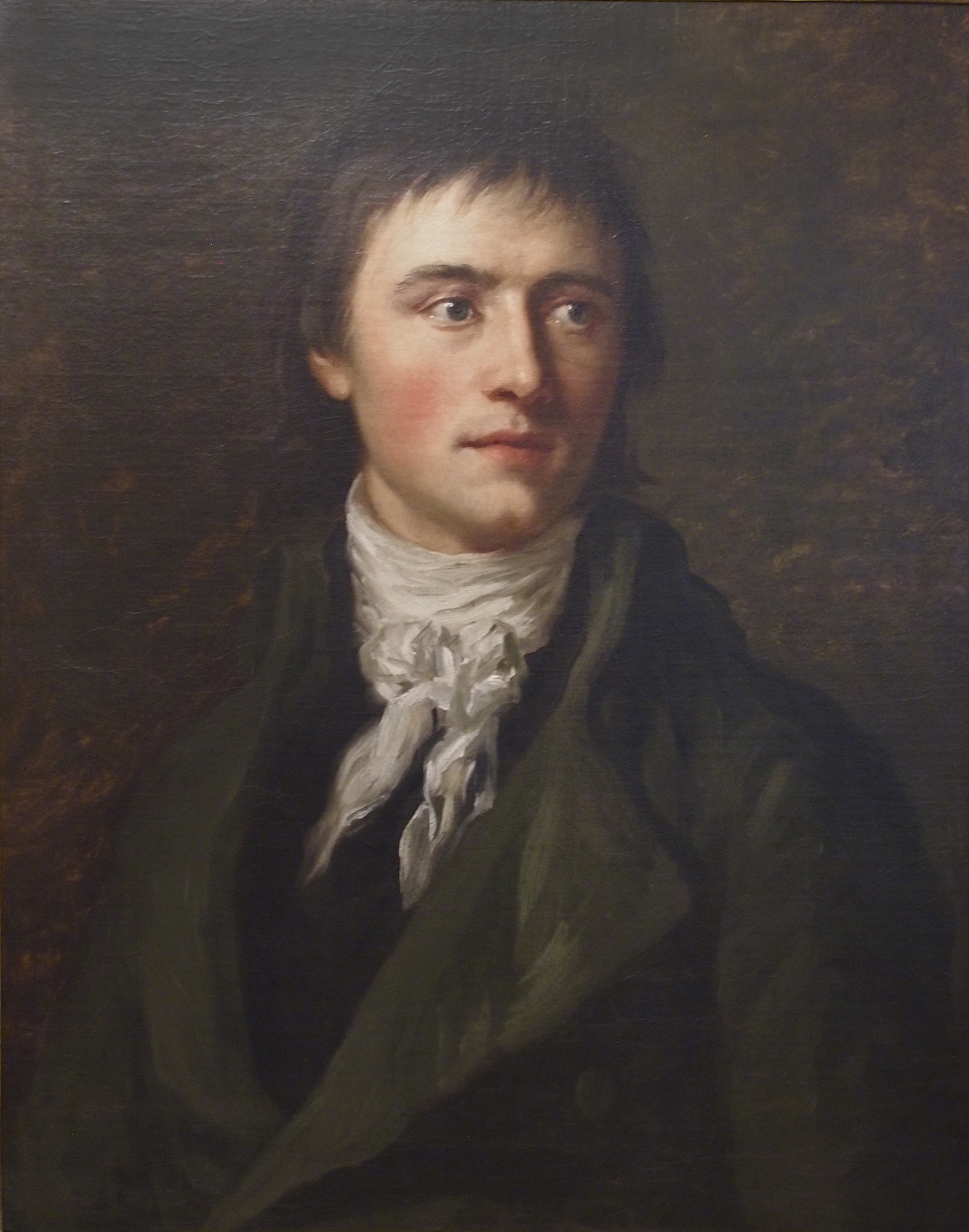
Gemälde von Anton Graff (ca. 1808)

Im Sommer 1808 muss sich Kleist in der westfälischen Stadt Hamm aufgehalten haben, denn dorthin ist ein auf den 4. August datiertes Schreiben der französischen Generalpostdirektion Düsseldorf gerichtet, das auf eine Bewerbung Kleists antwortete und diese abschlägig beschied. Kleist war von Dresden nach Düsseldorf gereist und hatte sich mündlich als ehemaliger „Premier Lieutenant au Serv[ice] Pruss“ unter anderem auf die freigewordene Stelle eines Postdirektors in Lünen (Westfalen), das damals an der bedeutenden Postroute von Holland nach Berlin lag, beworben.
Im Dezember 1808 vollendete Kleist unter dem Eindruck des Widerstands Spaniens gegen Napoleon, der Besetzung Preußens und der Anfänge des österreichischen Freiheitskampfes das Drama Die Hermannsschlacht. Gegenstand des Dramas, mit dem Kleist den seit dem 16. Jahrhundert bestehenden Arminius-Kult in der deutschen Literatur aufgriff, war die Varusschlacht, in der im Herbst des Jahres 9 n. Chr. drei römische Legionen in einer vernichtenden Niederlage gegen ein germanisches Heer unter Führung des Arminius untergegangen waren.
In der Hoffnung auf einen erstarkenden Widerstand gegen Napoleon reiste Kleist zusammen mit Dahlmann über Aspern, wo Napoleon einige Tage zuvor besiegt worden war, am 21./22. Mai 1809 nach Prag. Hier bekamen Kleist und Dahlmann Zugang zu österreichisch-patriotischen Kreisen und planten, ein Wochenblatt mit dem Titel Germania herauszugeben. Es sollte ein Organ der „deutschen Freiheit“ werden. Wegen der Kapitulation Österreichs blieb das Projekt unverwirklicht. In dieser Zeitschrift sollten seine sogenannten politischen Schriften Was gilt es in diesem Kriege?, Katechismus der Deutschen abgefasst nach dem Spanischen, zum Gebrauch für Kinder und Alte, das Lehrbuch der französischen Journalistik, Satiren und die Ode Germania an ihre Kinder erscheinen.
Im November traf Kleist in Frankfurt (Oder) ein und fuhr einen Monat später wieder nach Berlin, wo er sich mit einer kurzen Unterbrechung bis zu seinem Tod aufhielt.

### Berlin (1809–1811)

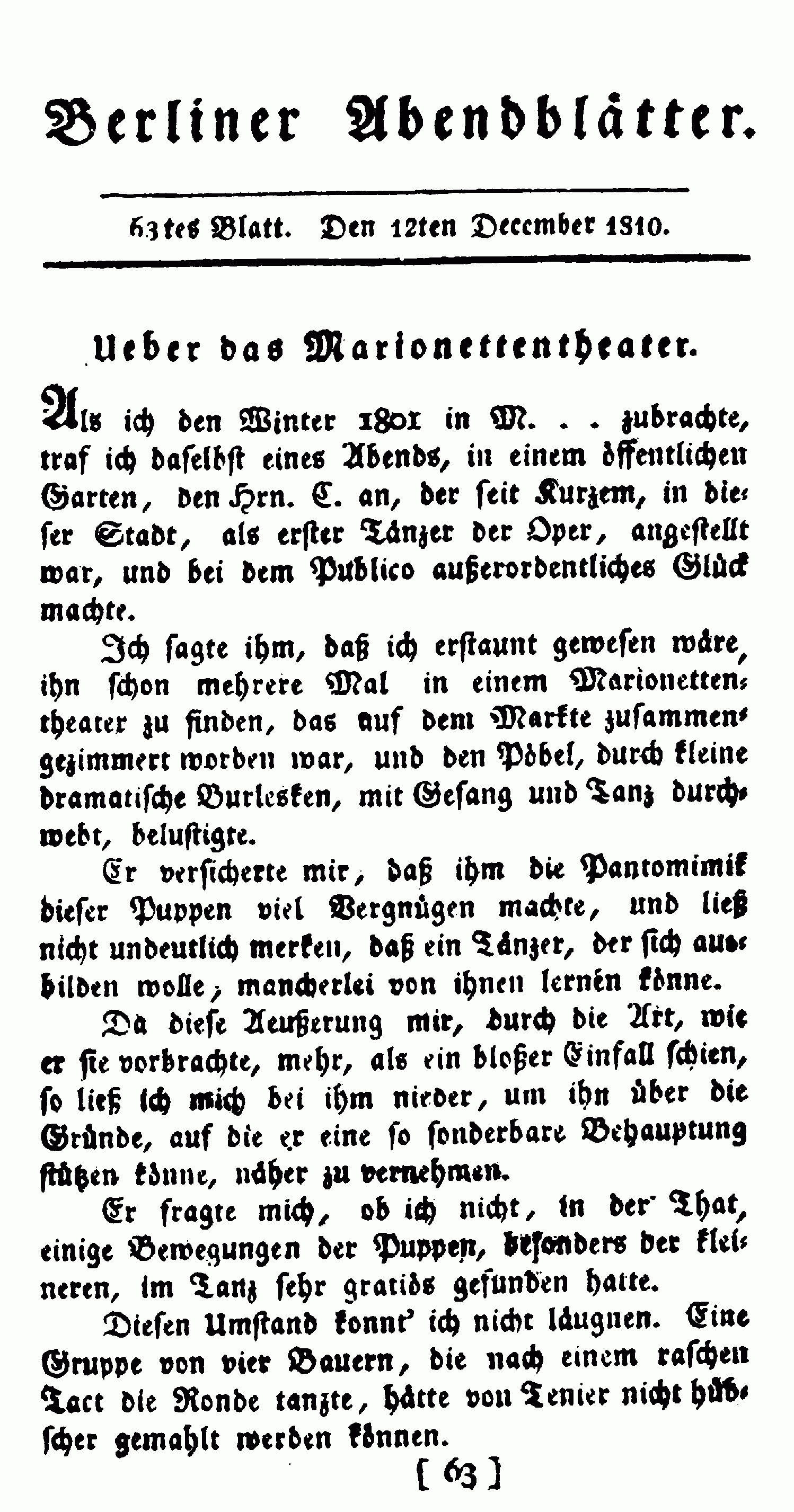
Berliner Abendblätter 1810. Über das Marionettentheater

In Berlin schloss Kleist unter anderen Bekanntschaft mit Achim von Arnim, Clemens Brentano, Joseph von Eichendorff, Wilhelm Grimm, Karl August Varnhagen von Ense und Rahel Varnhagen. Im April 1810 erschien der erste Band seiner Erzählungen (Michael Kohlhaas, Die Marquise von O...., Das Erdbeben in Chili) und im September Das Käthchen von Heilbronn, dessen Aufführung Iffland als Direktor der Berliner Bühne jedoch ablehnte.
Nach der Einstellung des Phöbus initiierte Kleist ab dem 1. Oktober 1810 ein neues Zeitungsprojekt: die Berliner Abendblätter. Die Abendblätter waren ein täglich erscheinendes Zeitungsblatt mit lokalen Nachrichten, als dessen Zweck die Unterhaltung aller Stände des Volkes und die Beförderung der Nationalsache angegeben wurde. Als Autoren schrieben hier so Prominente wie Ernst Moritz Arndt, Achim von Arnim, Clemens Brentano, Adelbert von Chamisso, Otto August Rühle von Lilienstern, Friedrich Karl von Savigny und Friedrich August von Staegemann. Kleist selbst veröffentlichte unter anderem seine Abhandlungen Gebet des Zoroaster, Betrachtungen über den Weltlauf, Brief eines Malers an seinen Sohn, Allerneuester Erziehungsplan und vor allem Über das Marionettentheater in den Abendblättern. Als Besonderheit und Publikumsmagnet erwies sich Kleists Veröffentlichung aktueller Polizeiberichte.
Im Frühjahr 1811 musste die Herausgabe der Zeitung wegen verschärfter Zensurbestimmungen eingestellt werden. Als sein Versuch scheiterte, eine Anstellung in der preußischen Verwaltung zu erlangen, und auch sein 1809 begonnenes Schauspiel Prinz Friedrich von Homburg bis 1814 mit einem Aufführungsverbot durch Friedrich Wilhelm III. belegt wurde, musste Kleist innerhalb kurzer Zeit einige Erzählungen schreiben, um sich den Lebensunterhalt zu sichern. Diese Werke wurden postum in einem zweiten Band mit Erzählungen zusammengefasst, der unter anderem Das Bettelweib von Locarno und Die Verlobung in St. Domingo enthält.

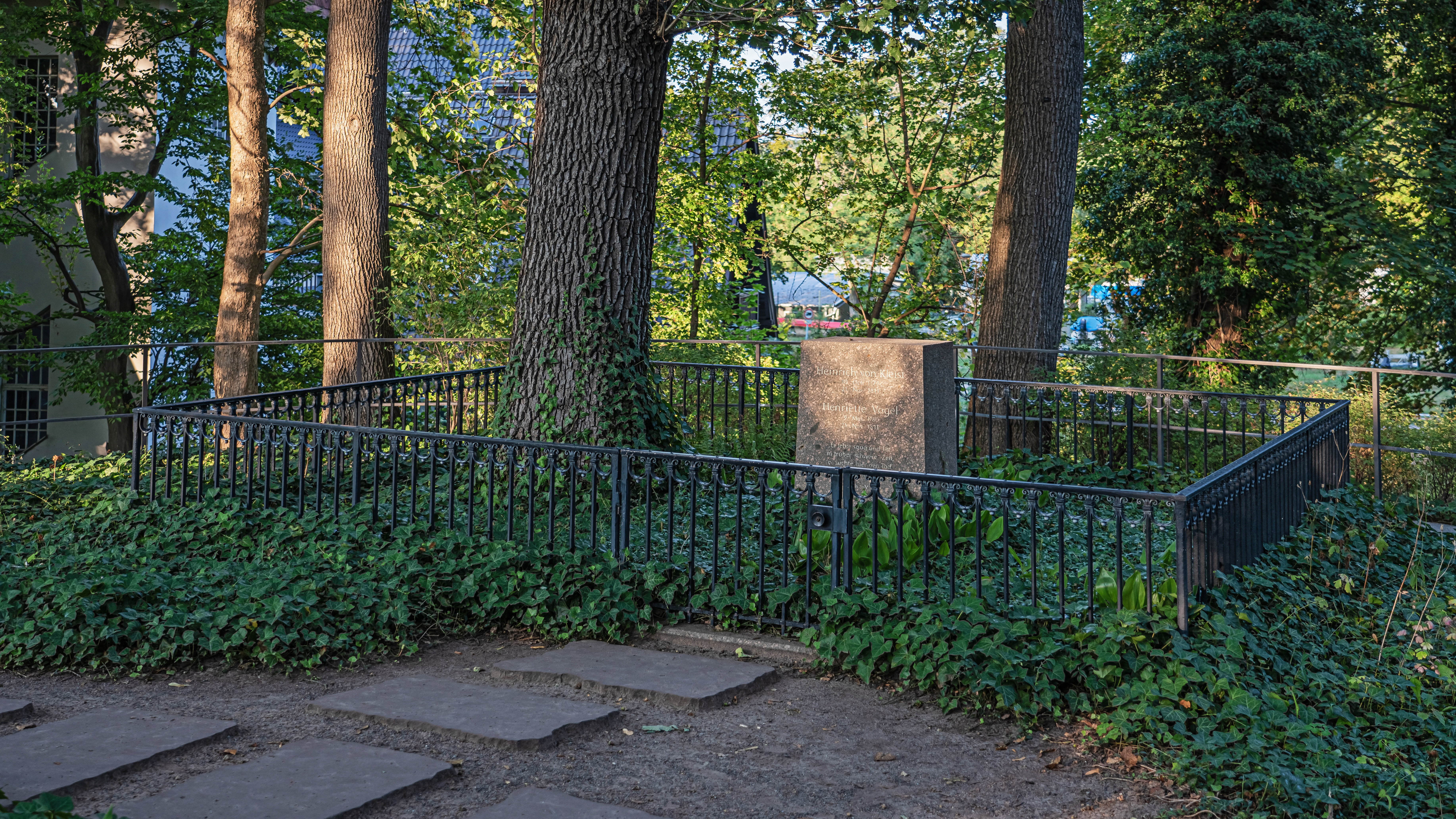
Grab von Heinrich von Kleist und Henriette Vogel nahe dem Kleinen Wannsee in Berlin

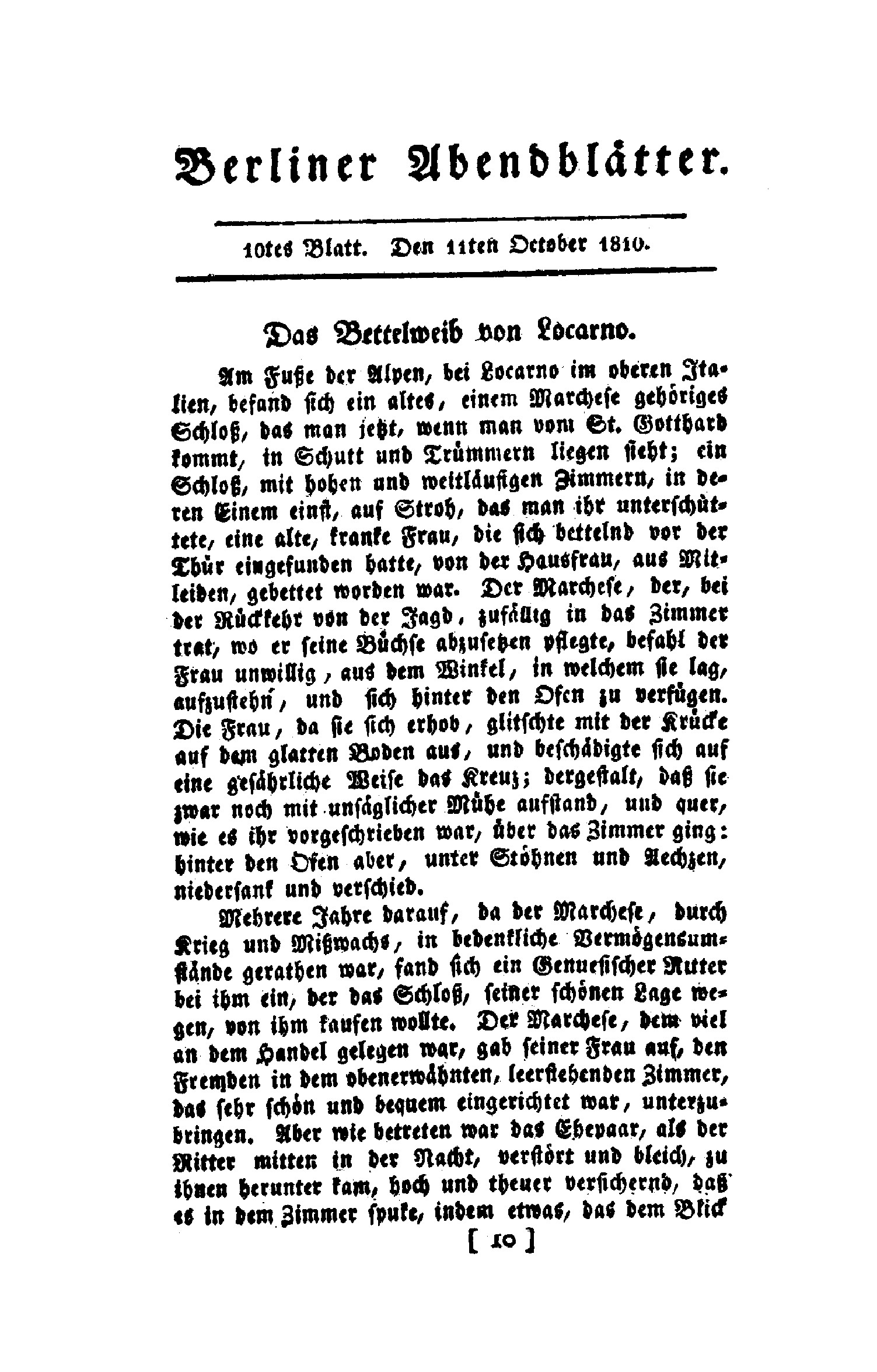

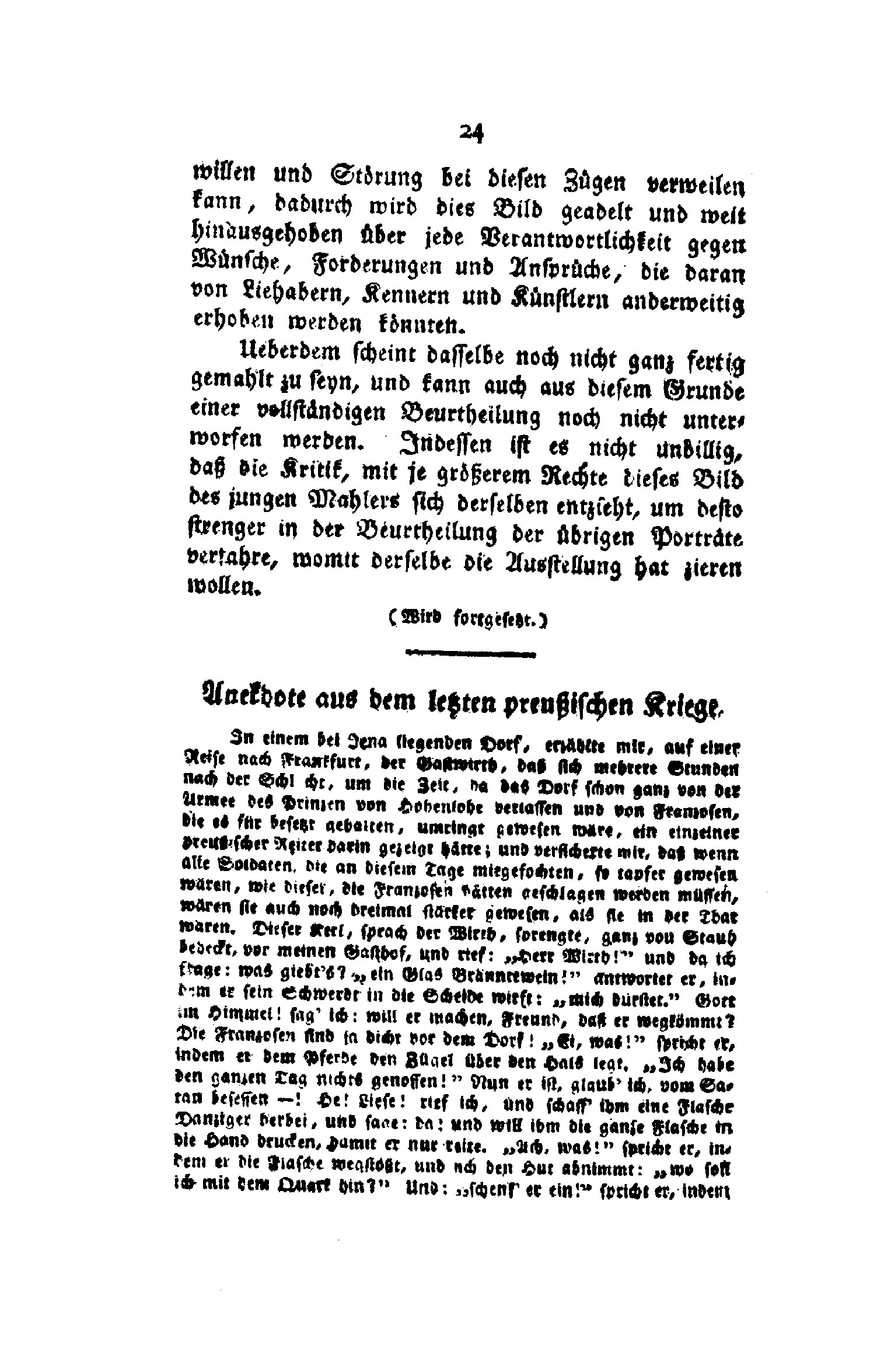
Berliner Abendblätter, 6. Oktober 1810.

Nahezu mittellos und innerlich „so wund, daß  mir, ich möchte fast sagen, wenn ich die Nase aus dem Fenster stecke, das Tageslicht wehe tut, das mir darauf schimmert“ (Brief an Marie von Kleist vom 10. November 1811) nahmen die Gedanken an einen Suizid aufgrund von Geldsorgen und der stetigen Kritik an seinen Werken überhand. In seinem Bemühen um ein Darlehen hatte er mehrere Bitt- und Bettelbriefe verschickt, unter anderem an den König, an den Prinzen von Preußen und vor allem an den Staatskanzler Karl August von Hardenberg, ohne jedoch eine Antwort zu erhalten. Einzig die Nachricht am Rande des Gesuchs ist überliefert „Zu den Akten, da der p.v. Kleist 21.II.II. nicht mehr lebt“.
Kleist suchte und fand für den Weg des Suizids eine Begleiterin, die unheilbar an einem Karzinom erkrankte Henriette Vogel. Mit ihrem Einverständnis erschoss Kleist am 21. November 1811 am Stolper Loch, dem heutigen Kleinen Wannsee im Südwesten Berlins, zuerst sie und dann sich selbst. In seinen Abschiedsbriefen äußerte Kleist hinsichtlich seiner Bestattung keine Wünsche; es war Henriette Vogel, die um eine gemeinsame Bestattung „in der sicheren Burg der Erde“ bat. Begraben wurden Kleist und Henriette Vogel an Ort und Stelle, da eine kirchliche Bestattung wegen des Suizids unmöglich gewesen wäre.

### Abschiedsbrief an Ulrike
An Ulrike von Kleist, 21. November 1811.
„An Fräulein Ulrike von Kleist Hochwohlgeb. zu Frankfurt a. Oder.“

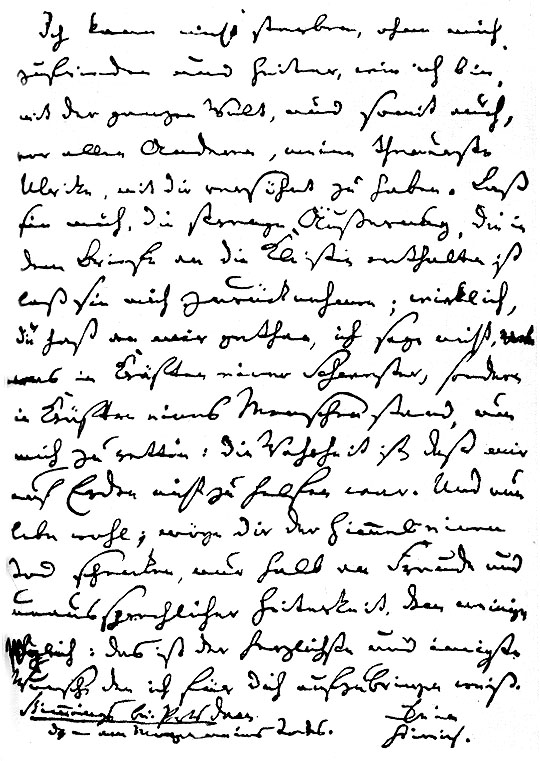
Kleists Abschiedsbrief

„Ich kann nicht sterben, ohne mich, zufrieden und heiter, wie ich bin, mit der ganzen Welt, und somit auch, vor allen Anderen, meine theuerste Ulrike, mit Dir versöhnt zu haben. Laß sie mich, die strenge Äußerung, die in dem Briefe an die Kleisten enthalten ist laß sie mich zurücknehmen; wirklich, Du hast an mir gethan, ich sage nicht, was in Kräften einer Schwester, sondern in Kräften eines Menschen stand, um mich zu retten: die Wahrheit ist, daß mir auf Erden nicht zu helfen war. Und nun lebe wohl; möge Dir der Himmel einen Tod schenken, nur halb an Freude und unaussprechlicher Heiterkeit dem meinigen gleich: das ist der herzlichste und innigste Wunsch, den ich für Dich aufzubringen weiß.“

| Stimmings bei Potsdam. d. – am Morgen meines Todes. | Dein Heinrich. |

### Dramatisches Werk

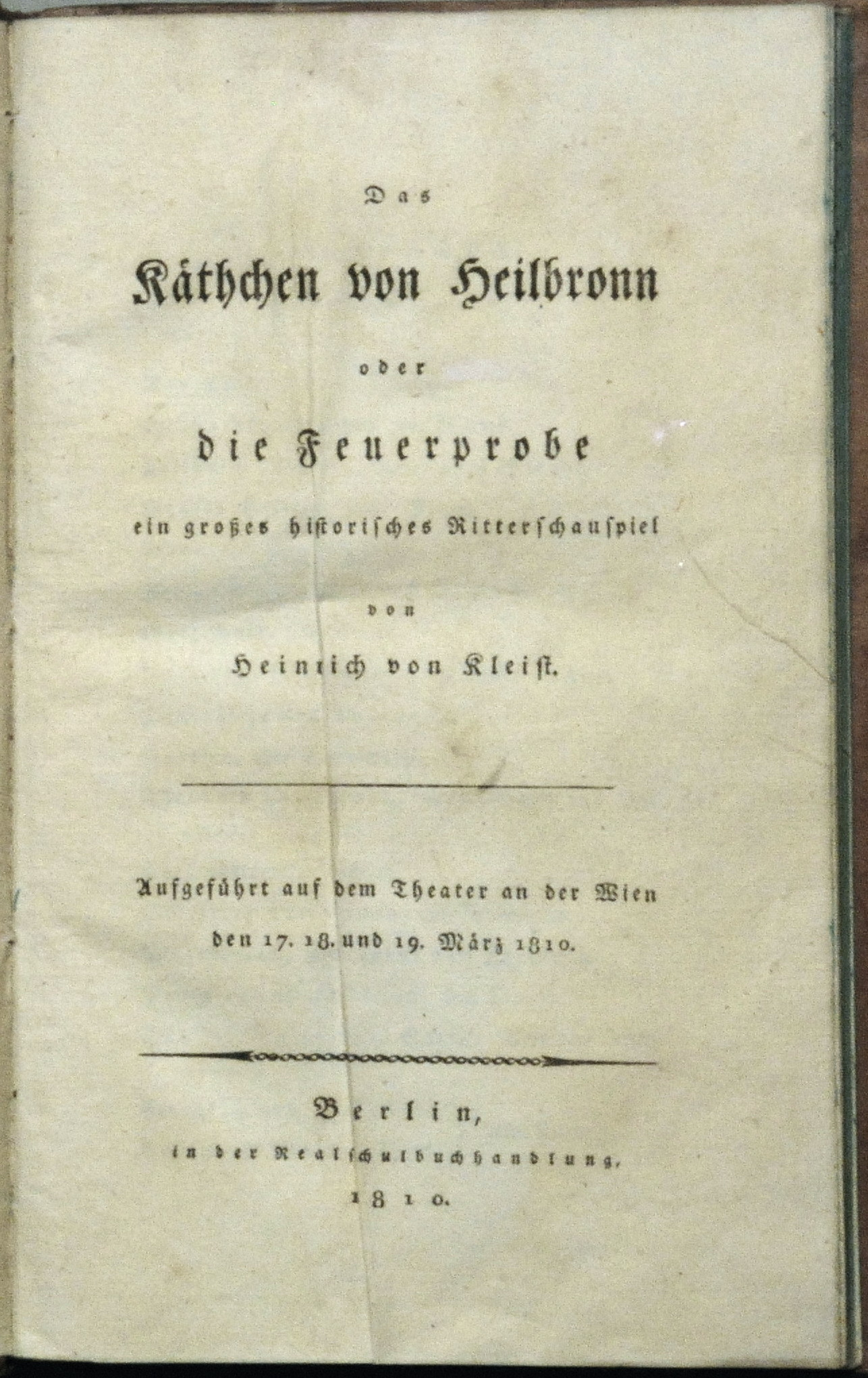
Titelblatt der Erstausgabe 1810

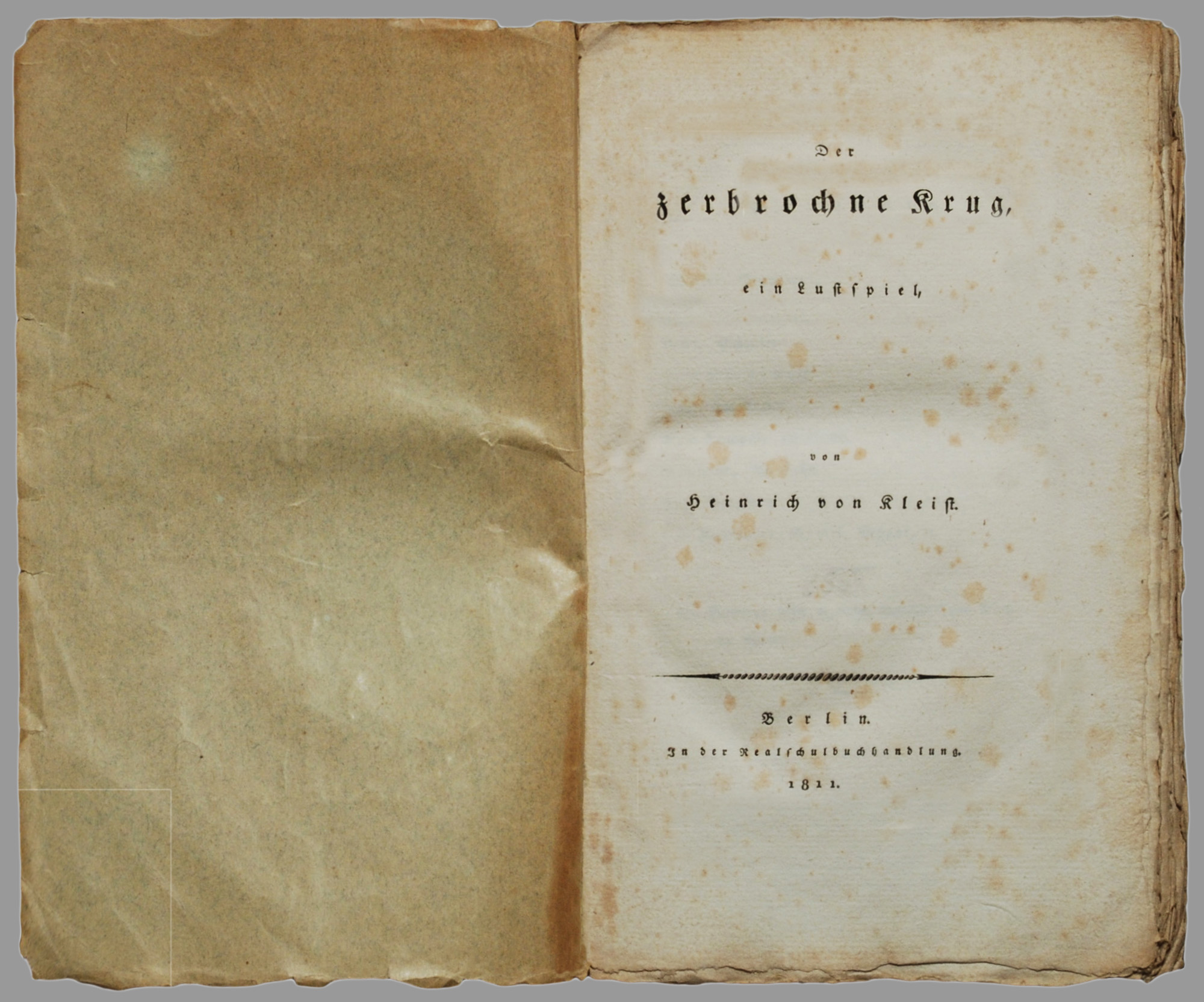
Der zerbrochne Krug, Titelblatt der Erstausgabe (1811)

### Erzählerisches Werk, Lyrik und weitere Schriften

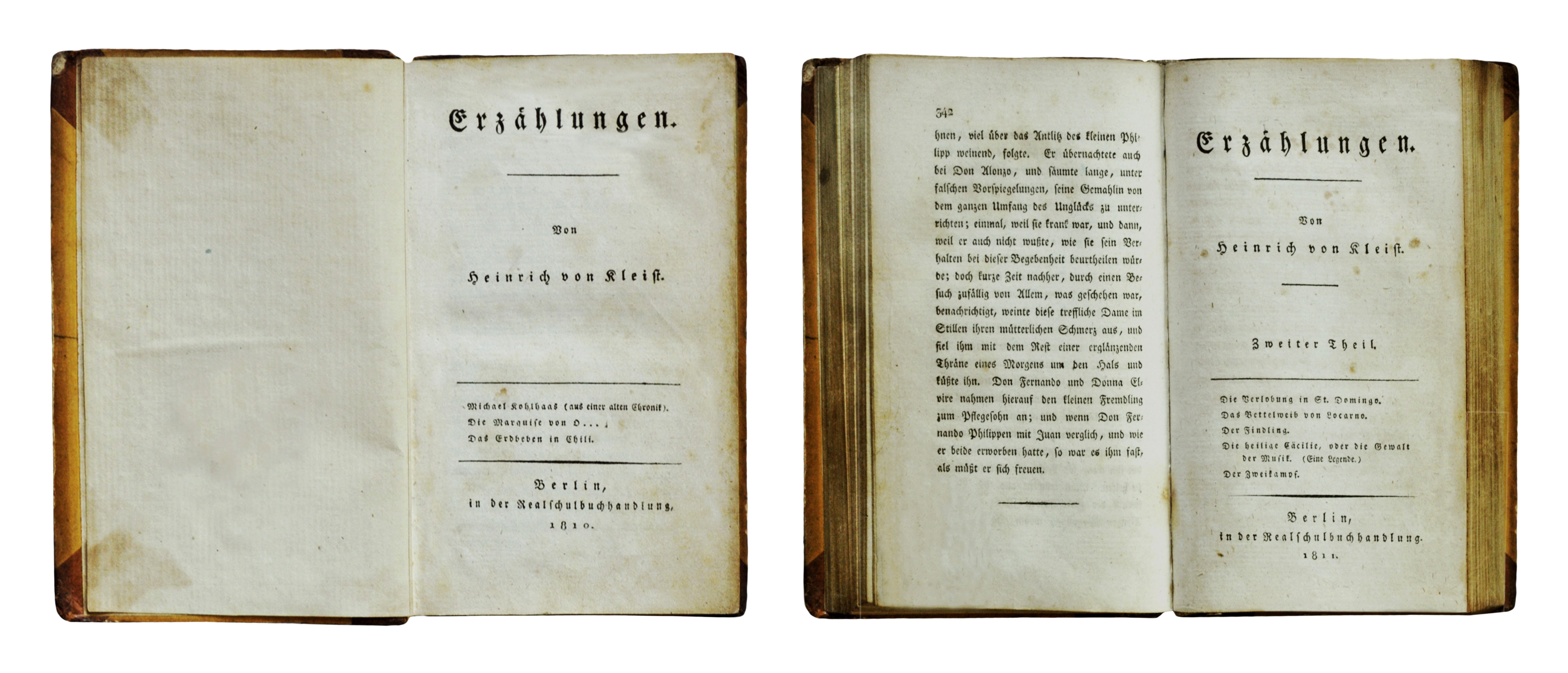
Erzählungen Heinrich von Kleists 1810 und zweiter Teil 1811 im Erstdruck

## Gedenken

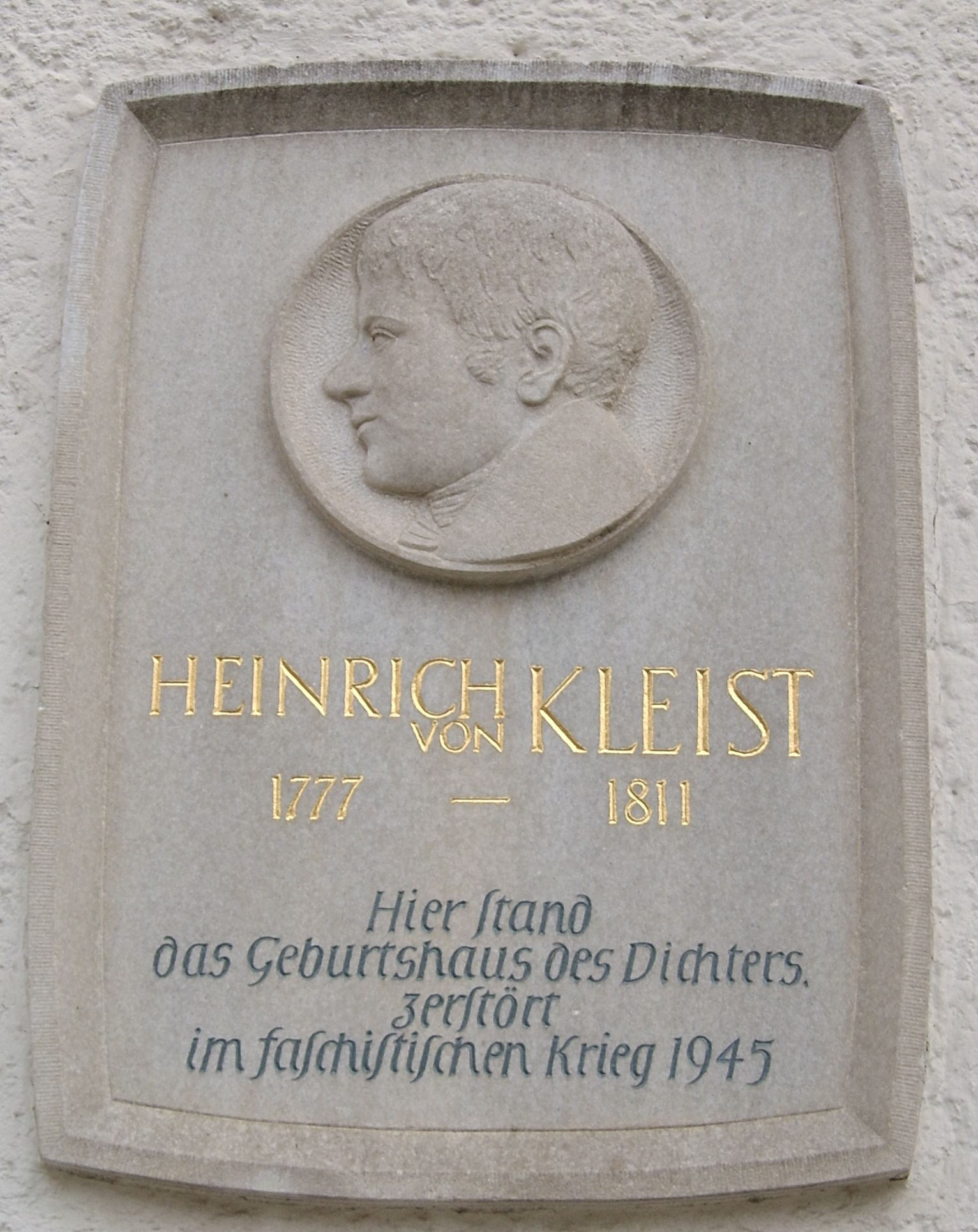
Gedenktafel am Ort des Geburtshauses in Frankfurt (Oder)
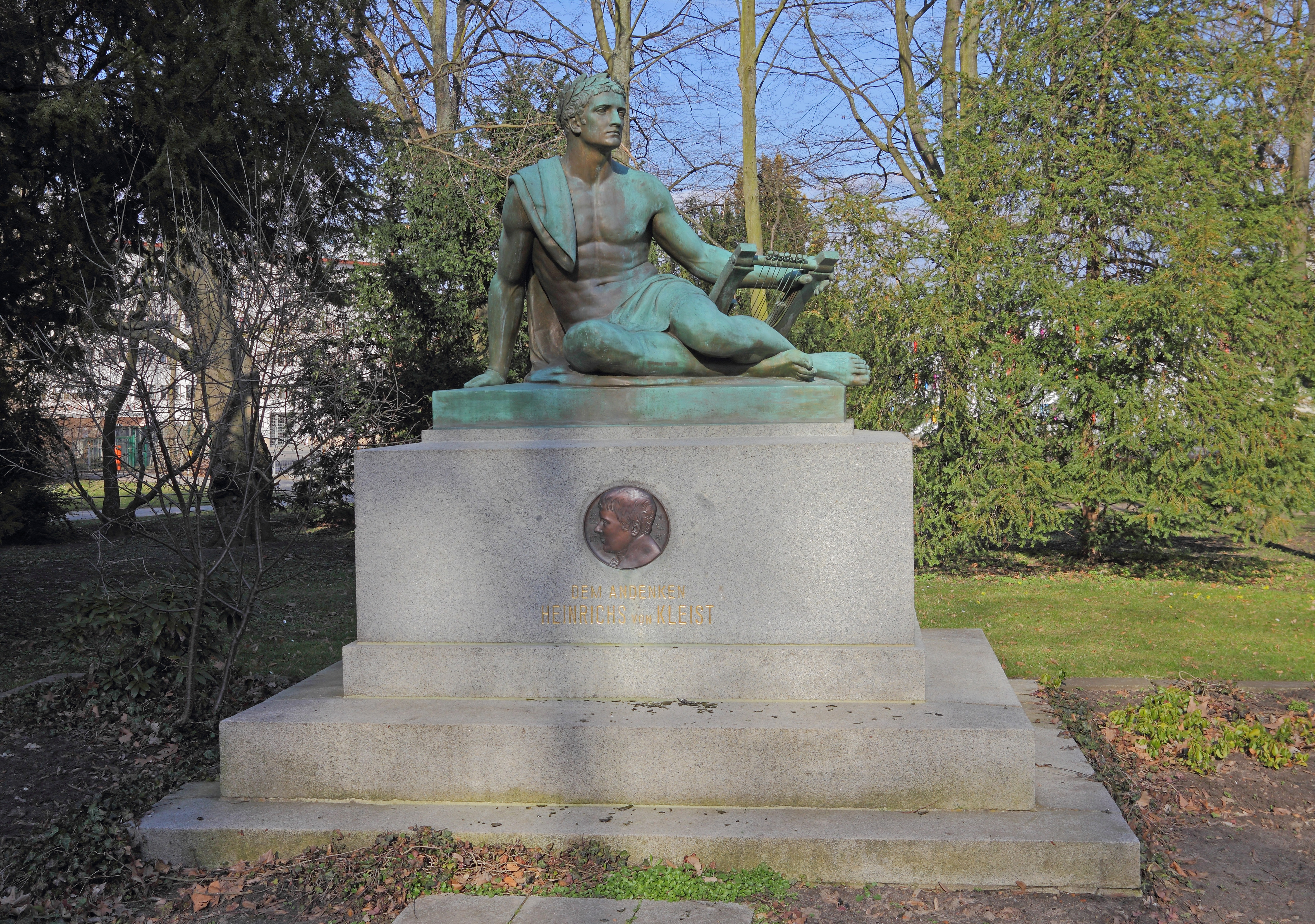
Kleist-Denkmal von Gottlieb Elster (1910) in Frankfurt (Oder)
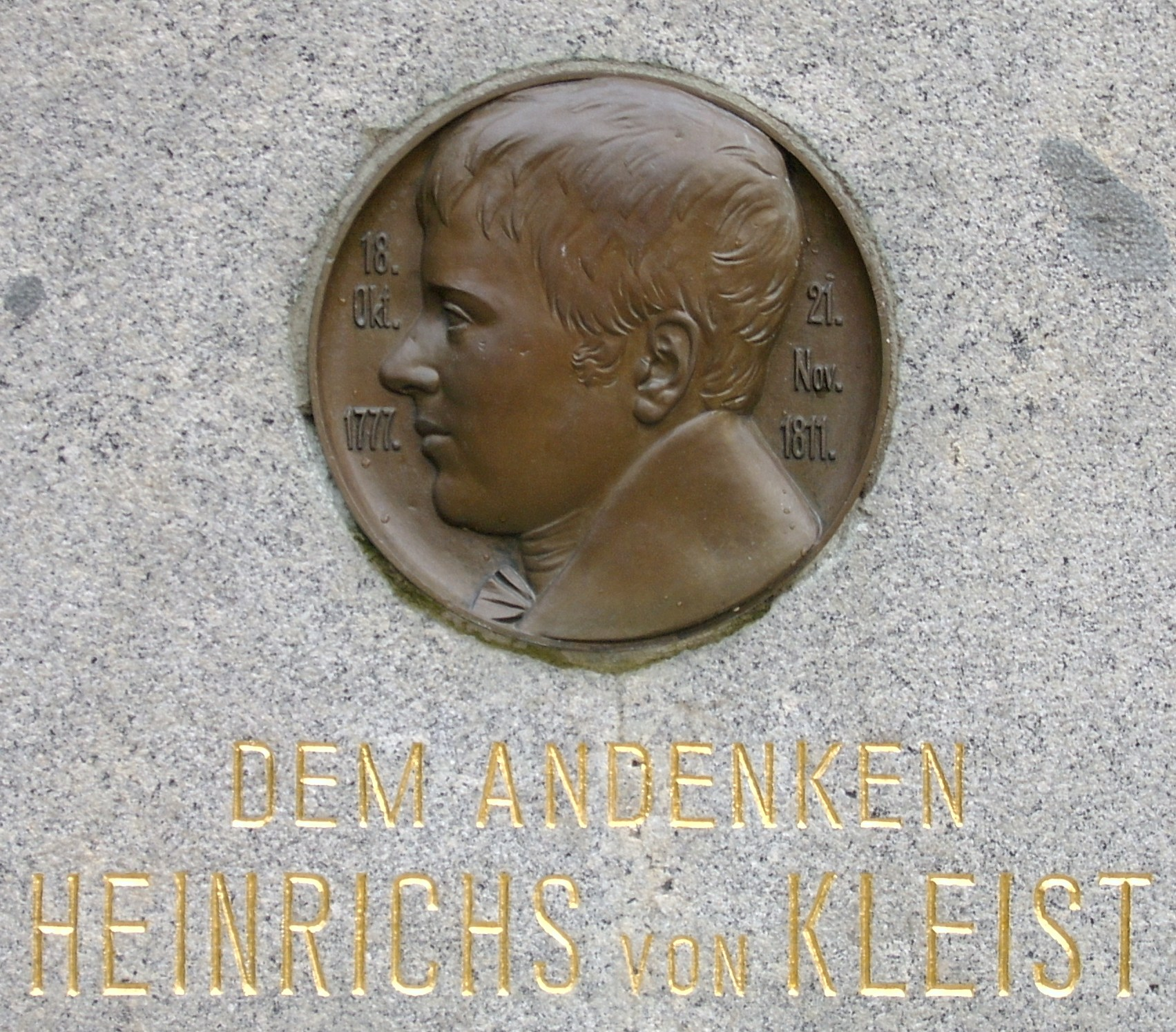
Plakette am Denkmal Kleists in Frankfurt (Oder)
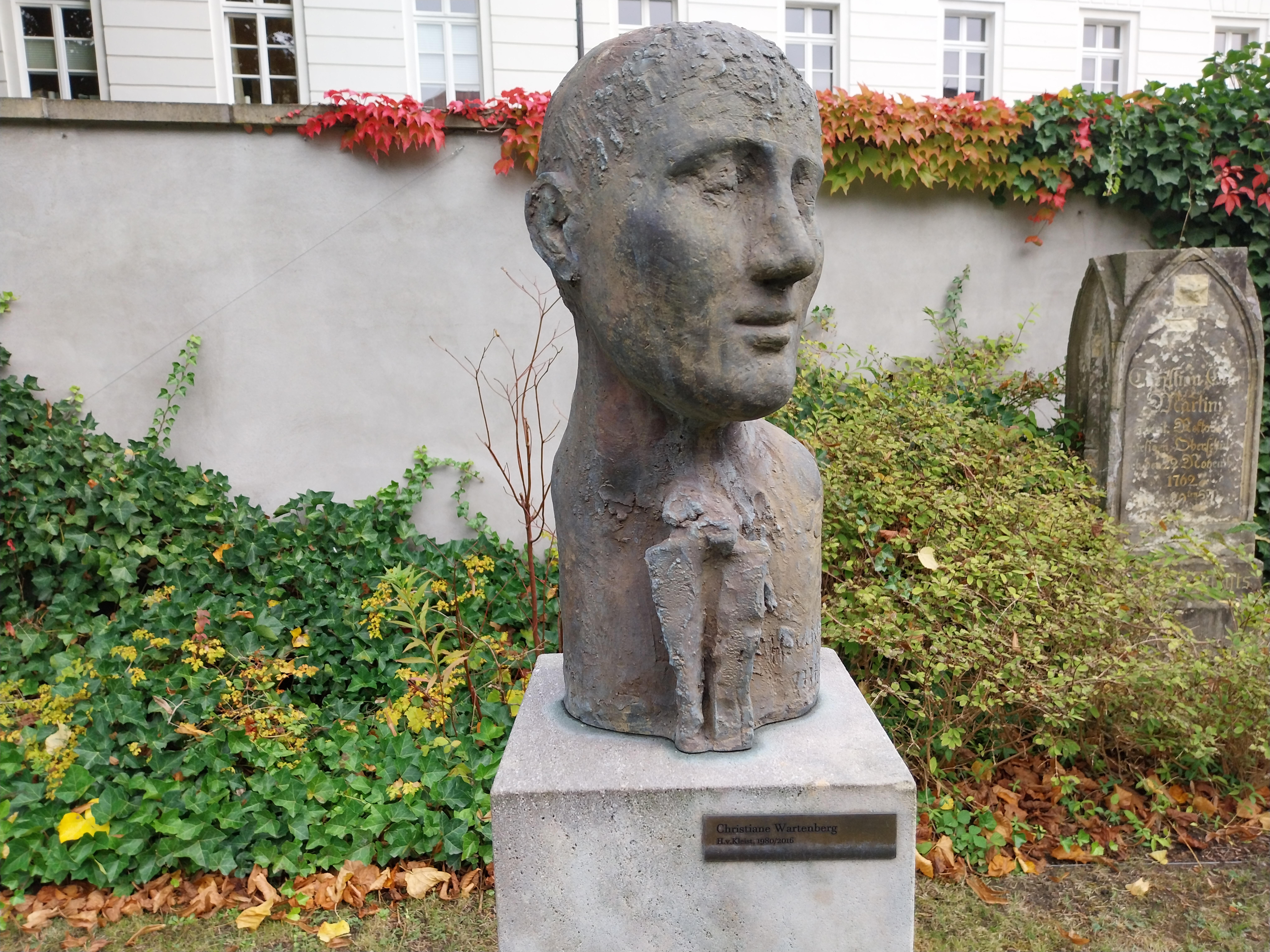
Büste „Kleistkopf“ von Christiane Wartenberg im Garten des Museums „Kleisthaus“ in Frankfurt (Oder)
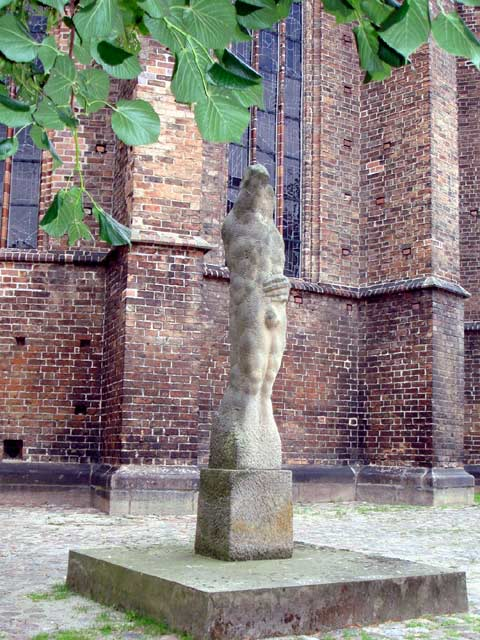
Skulptur zum Gedenken an Kleist von Wieland Förster (1977) in Frankfurt (Oder)
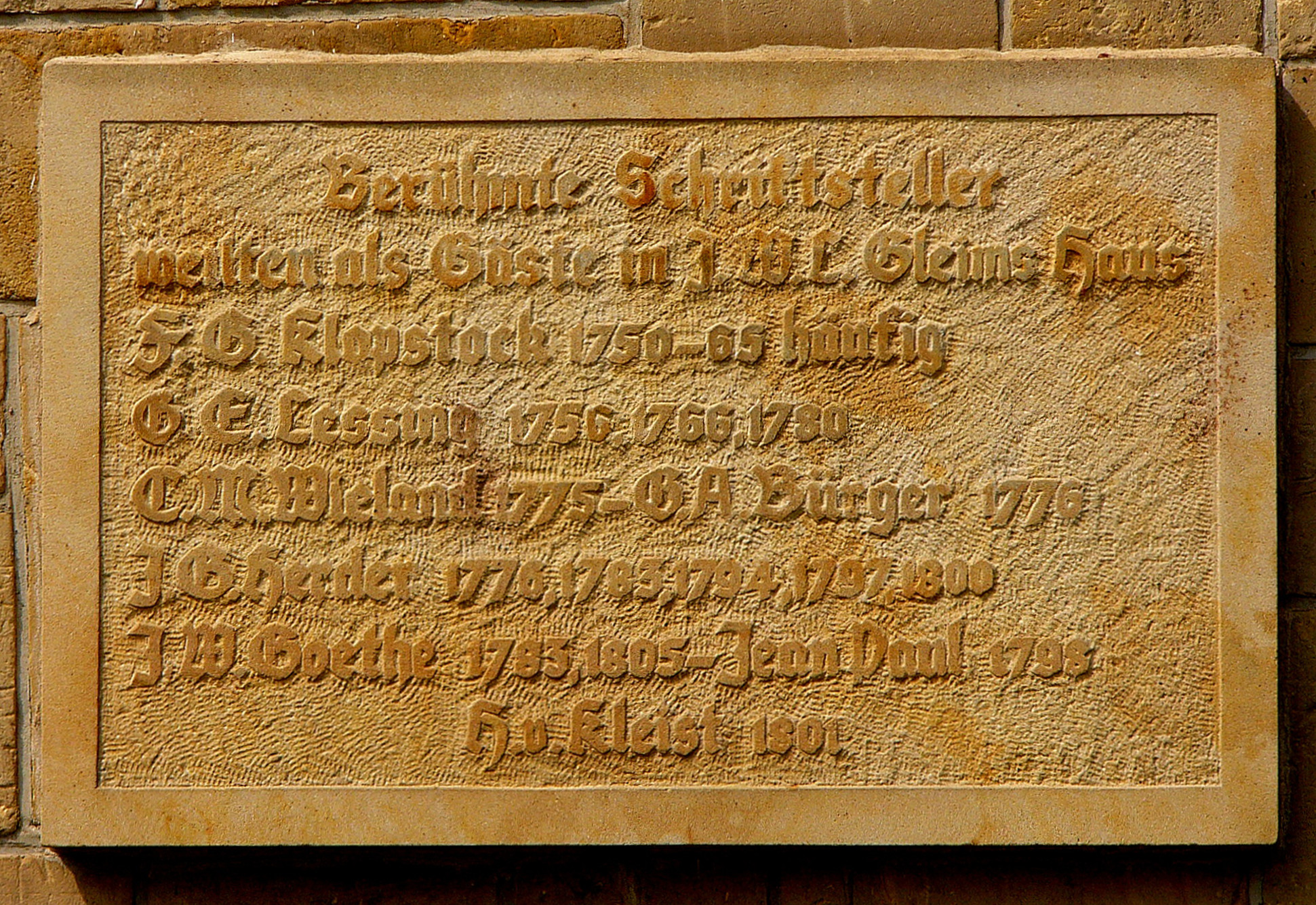
1801 weilte H. v. Kleist im Gleimhaus zu Halberstadt
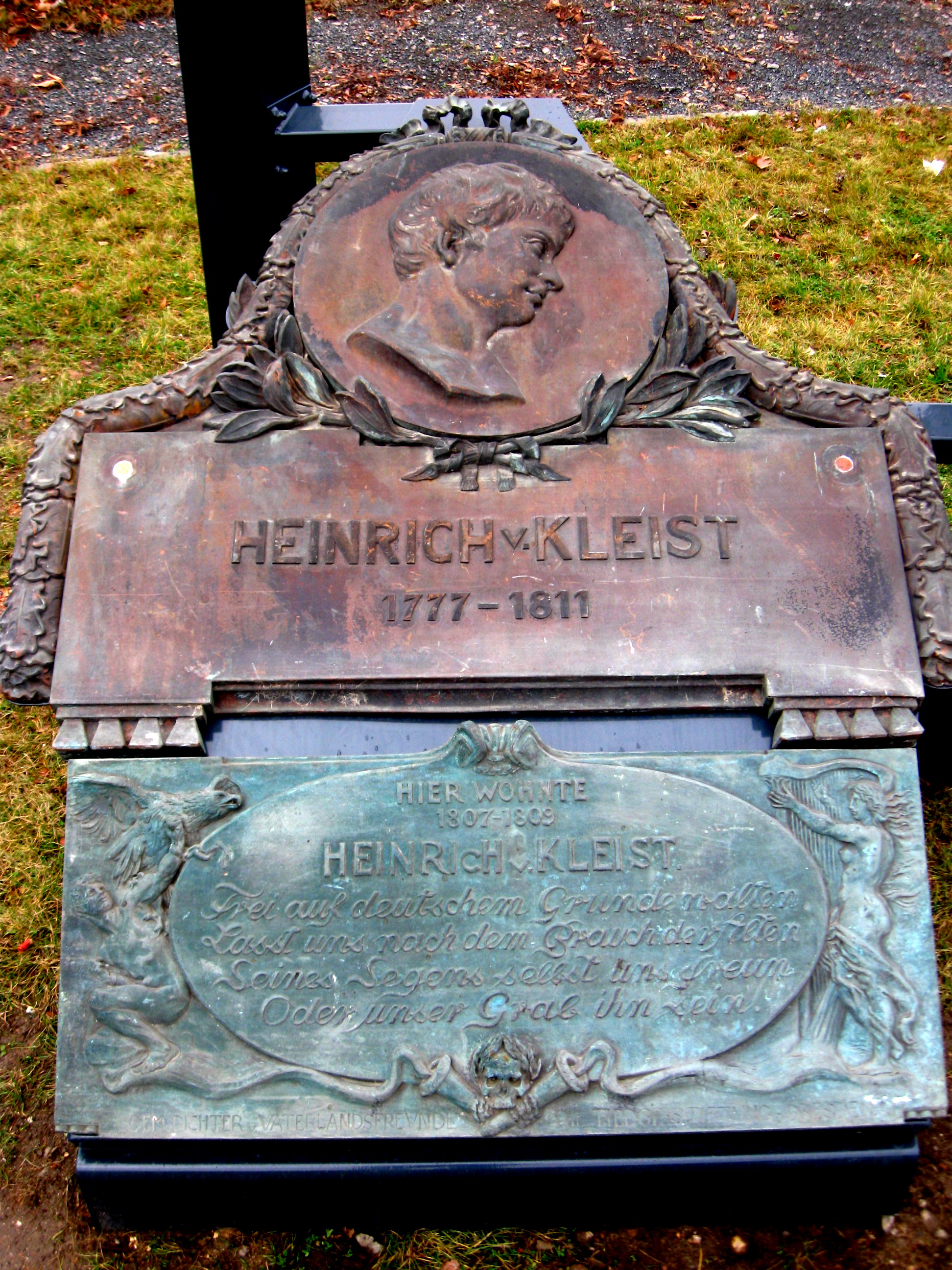
Detail des neuen Kleistdenkmals (2011) in Dresden-Altstadt am Ort seines ehemaligen Wohnhauses
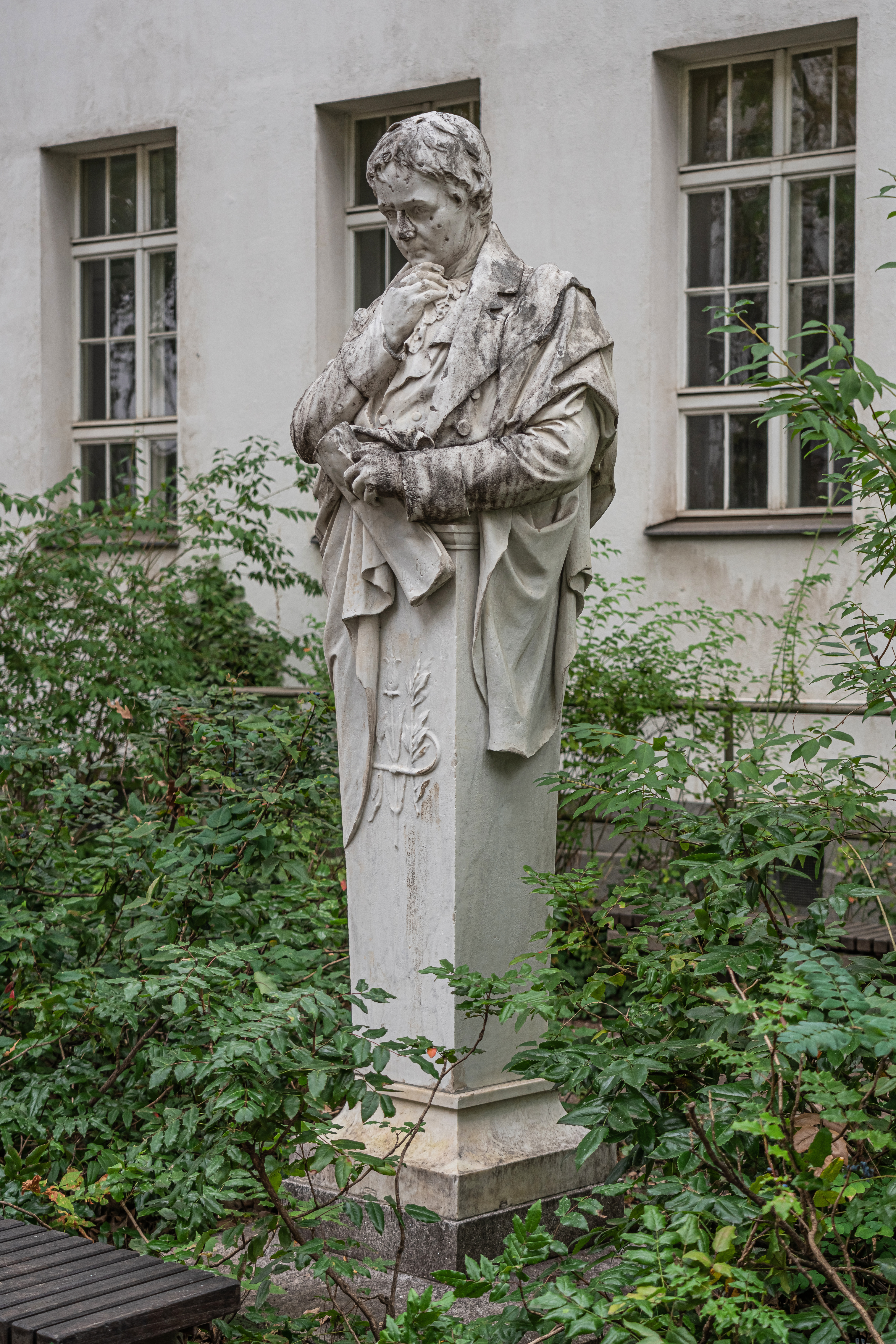
Kleist-Herme von Karl Pracht (1898) am Leibniz-Gymnasium in Berlin
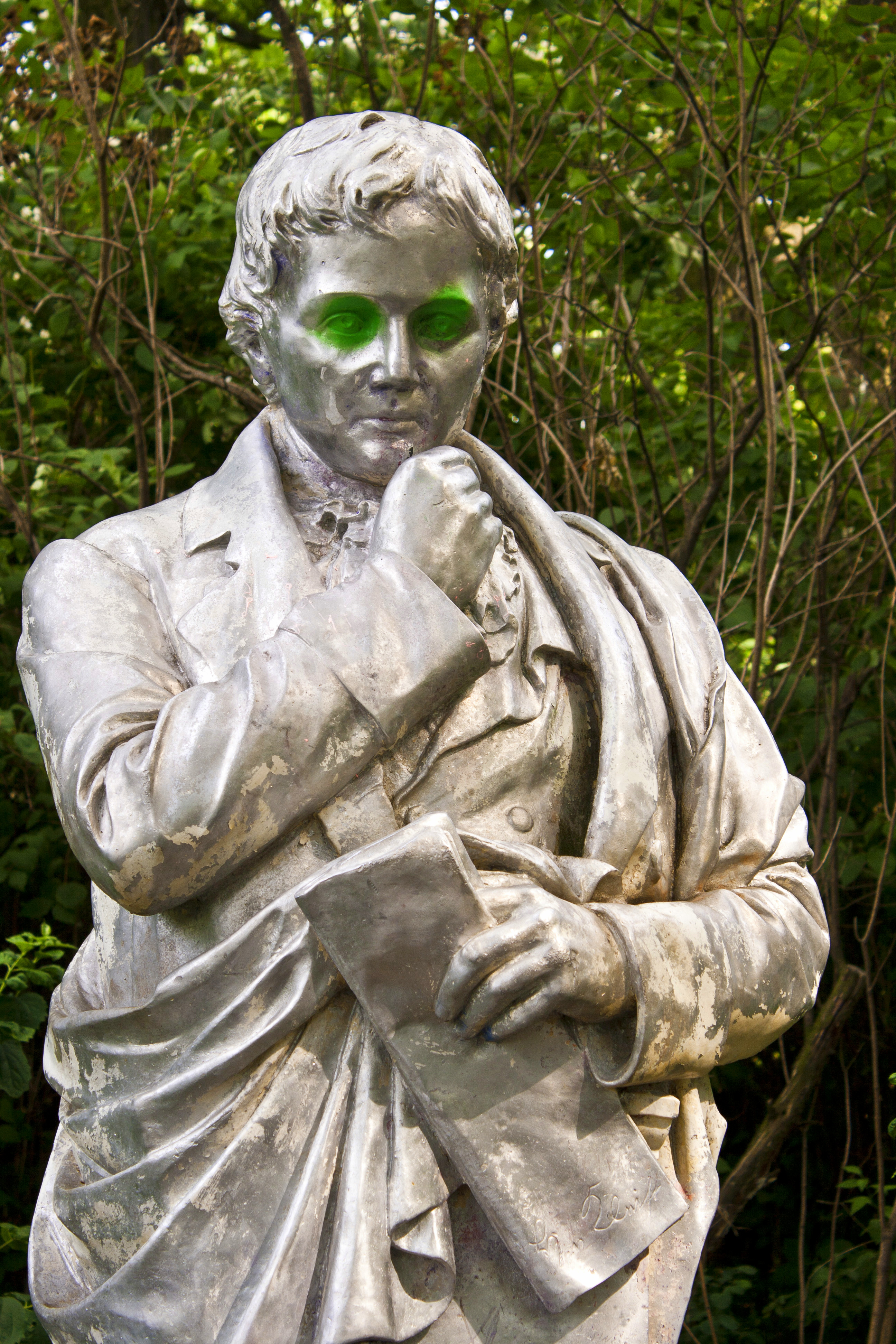
Kleist-Herme (Kopie) von Karl Pracht im Viktoriapark Berlin
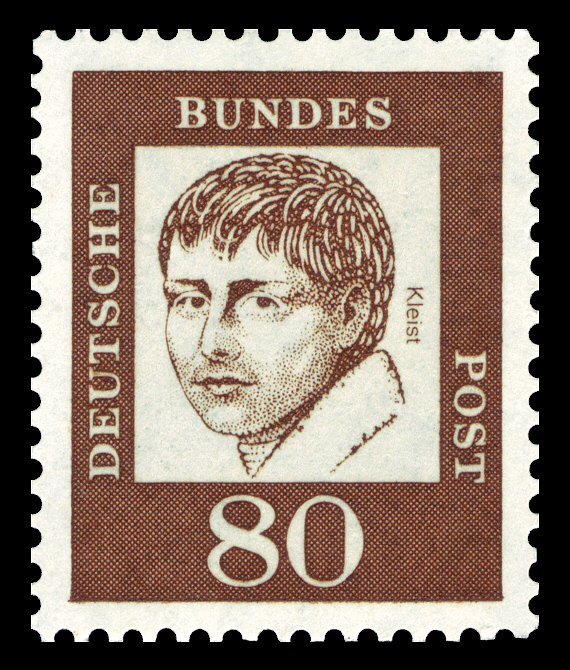
Briefmarke der Deutschen Bundespost (1961) aus der Serie Bedeutende Deutsche

### Begräbnisstätte

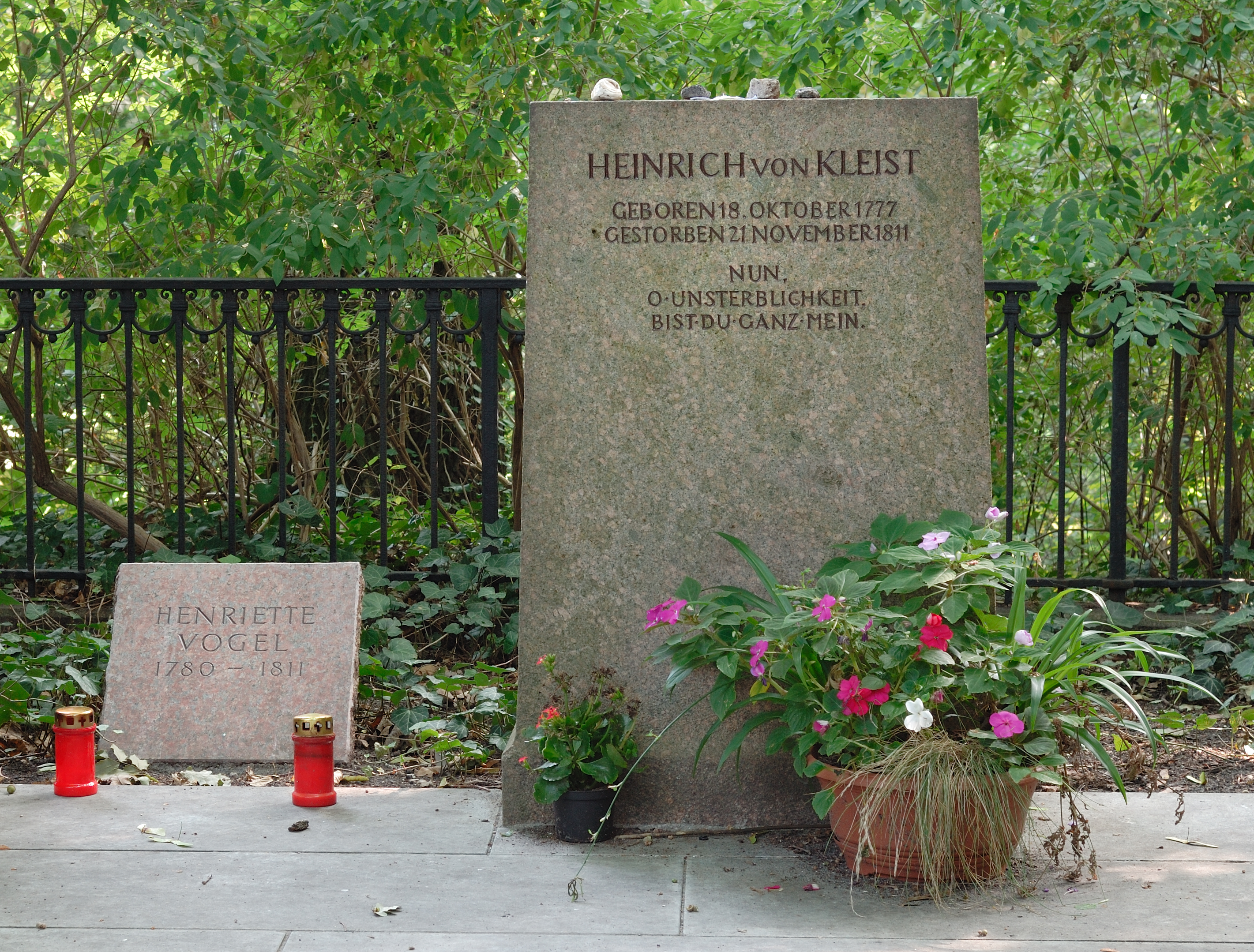
Grab von Heinrich von Kleist und Henriette Vogel am Kleinen Wannsee vor der 2011 erfolgten Renovierung
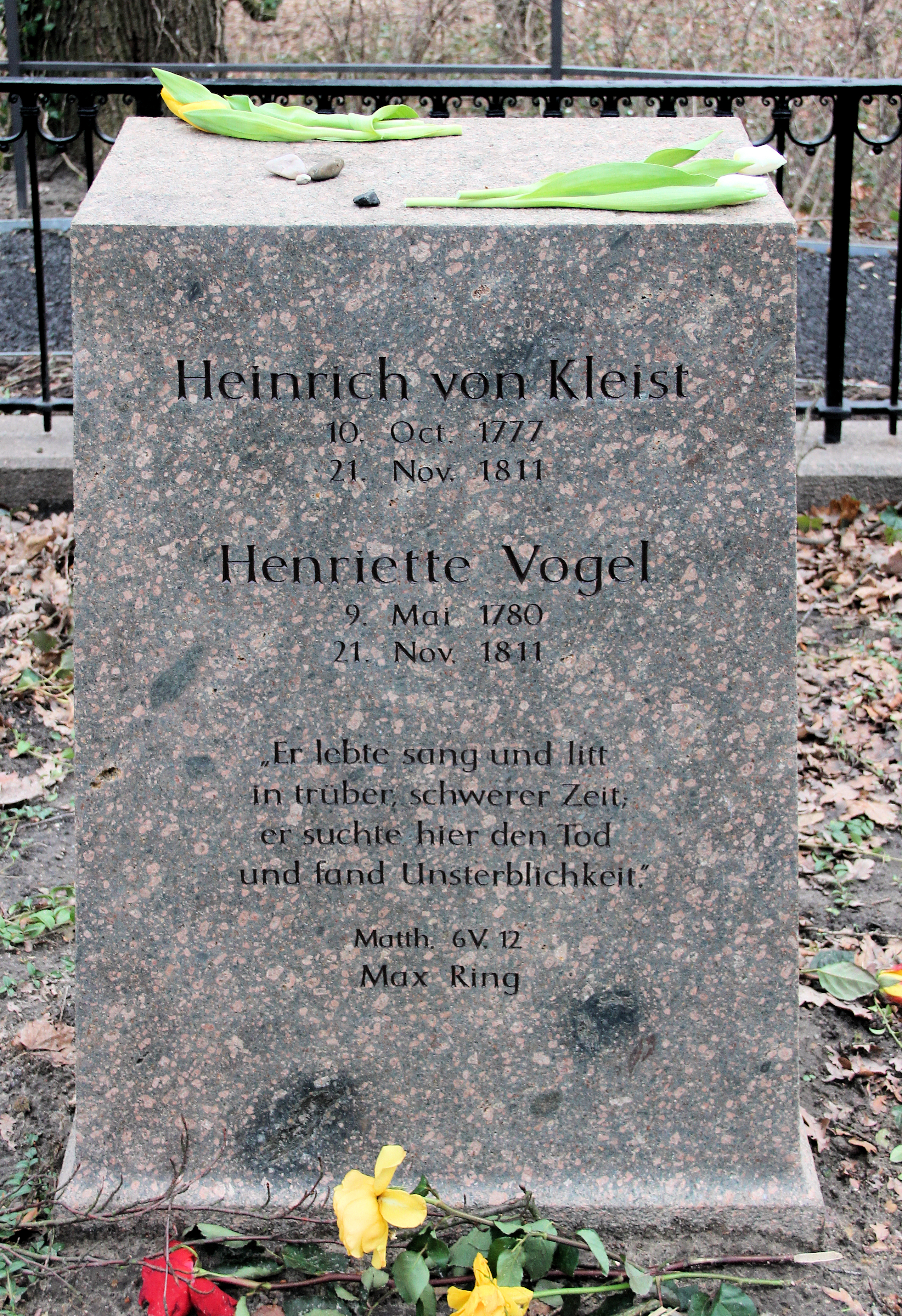
Ehrengrab von Heinrich von Kleist und Henriette Vogel am Kleinen Wannsee nach der 2011 erfolgten Renovierung
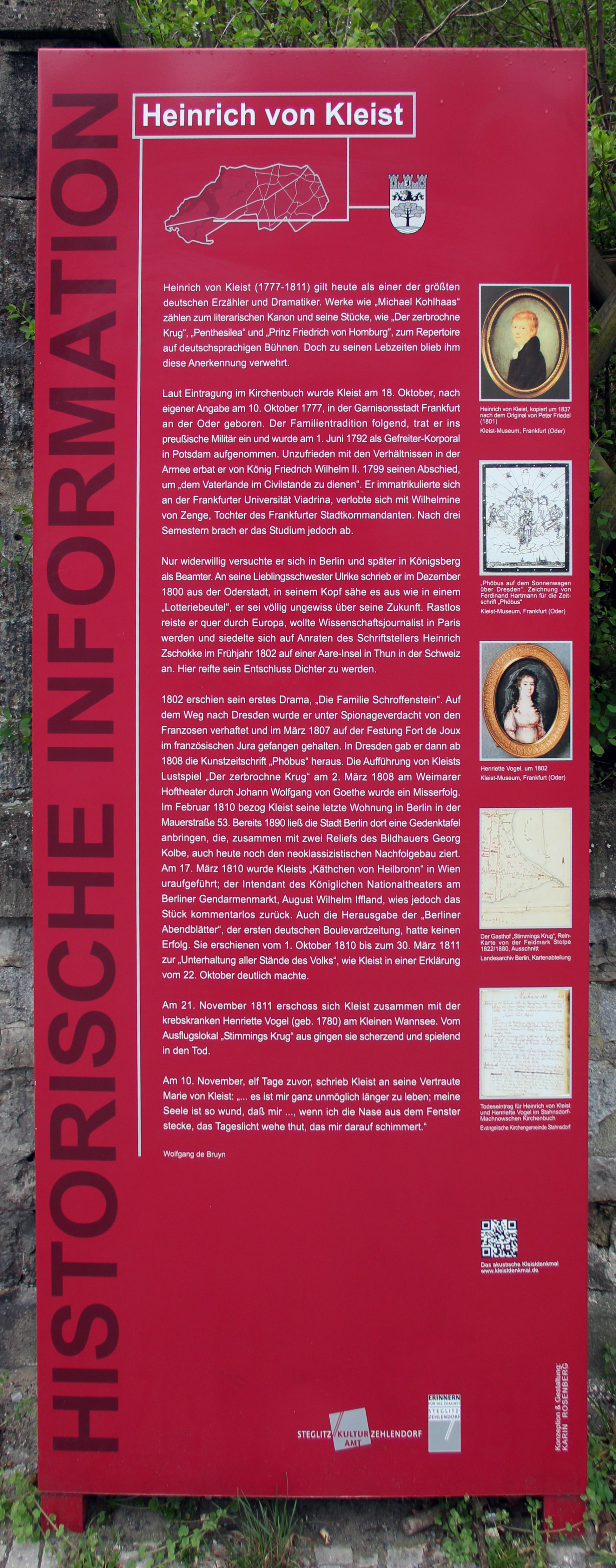
Gedenktafel, Heinrich von Kleist, Königstraße 71, Berlin-Wannsee
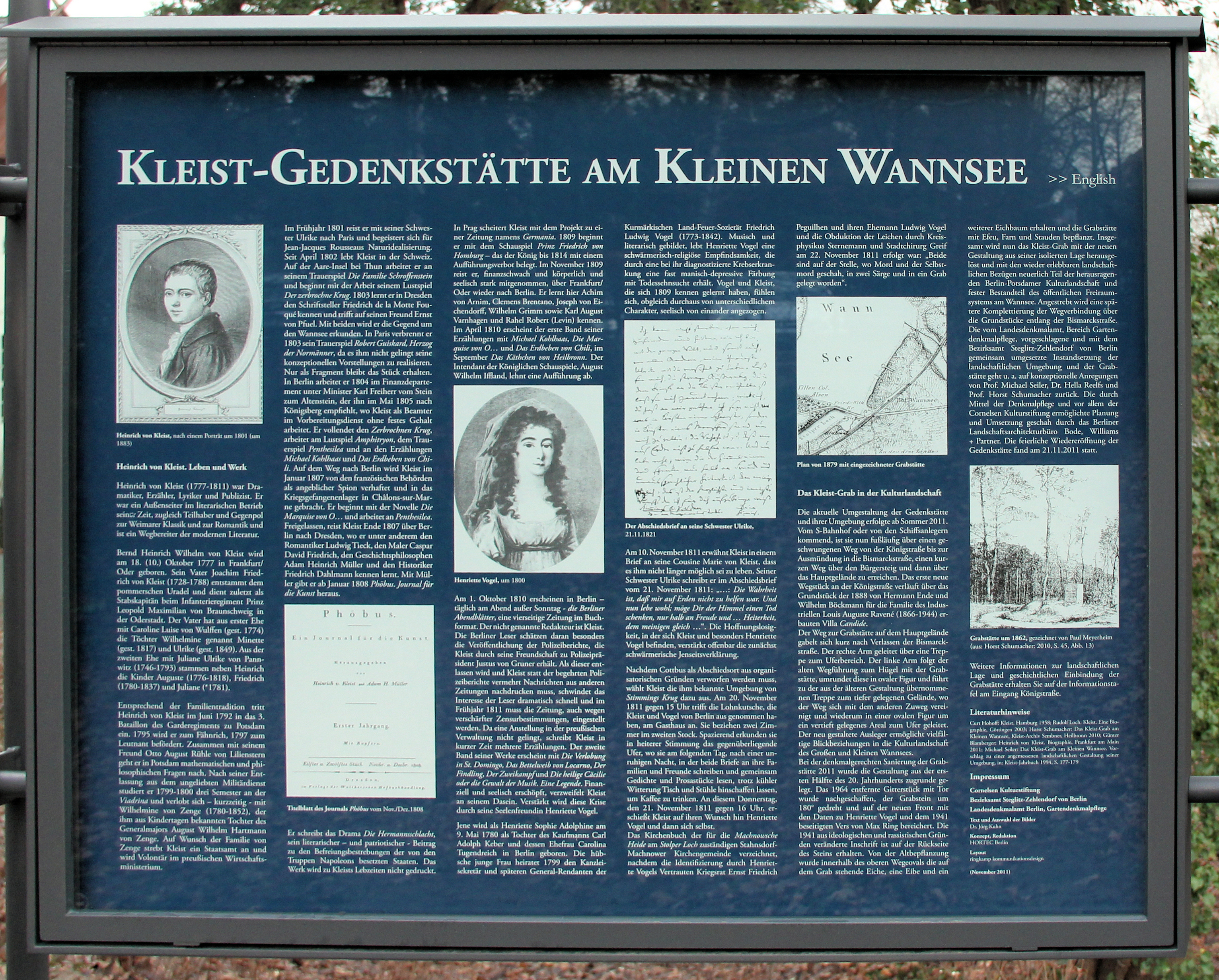
Gedenktafel, Heinrich von Kleist, Bismarckstraße 2–4, Berlin-Wannsee

### Benennung von Straßen, Plätzen und Parks

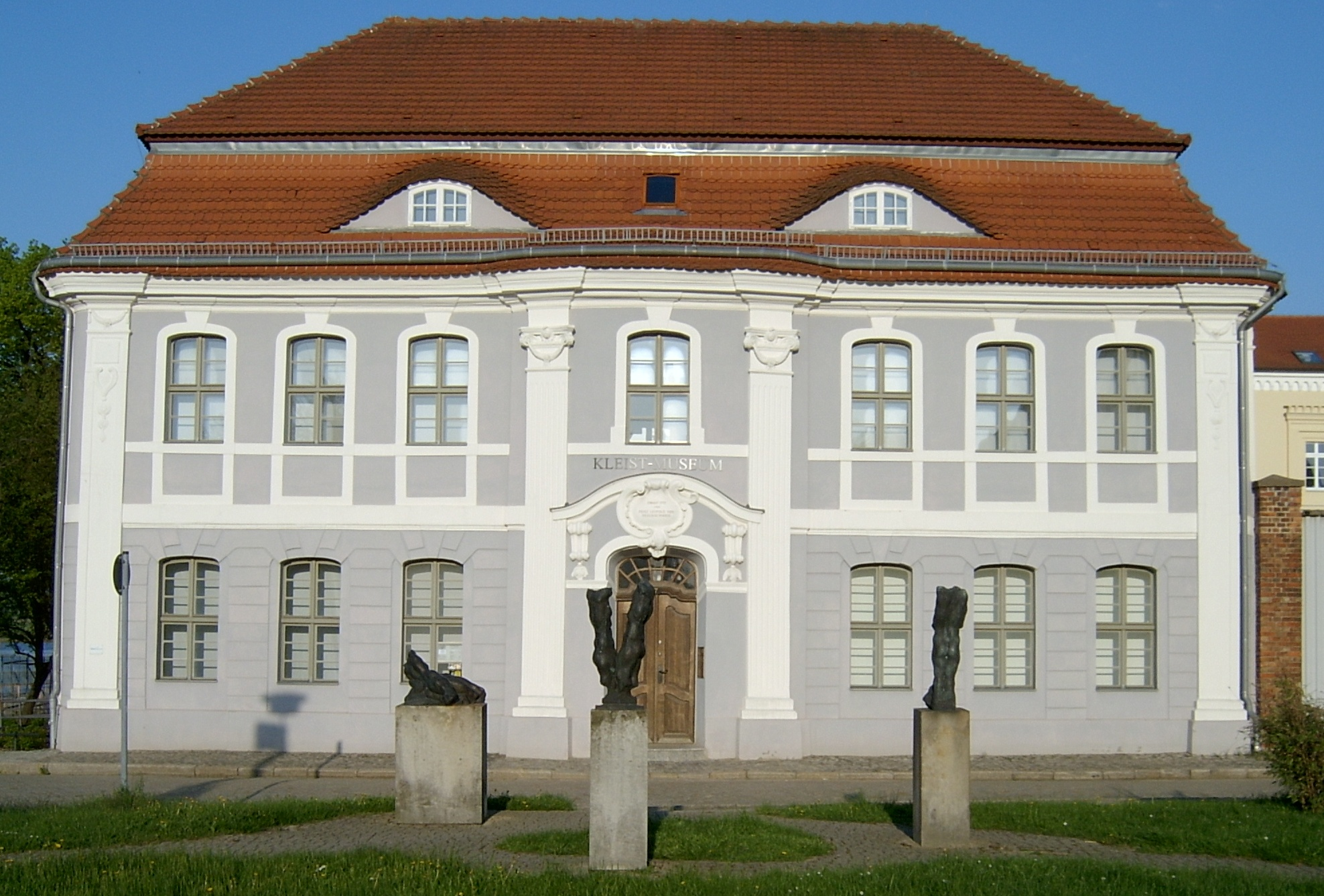
Kleist-Museum Frankfurt/Oder
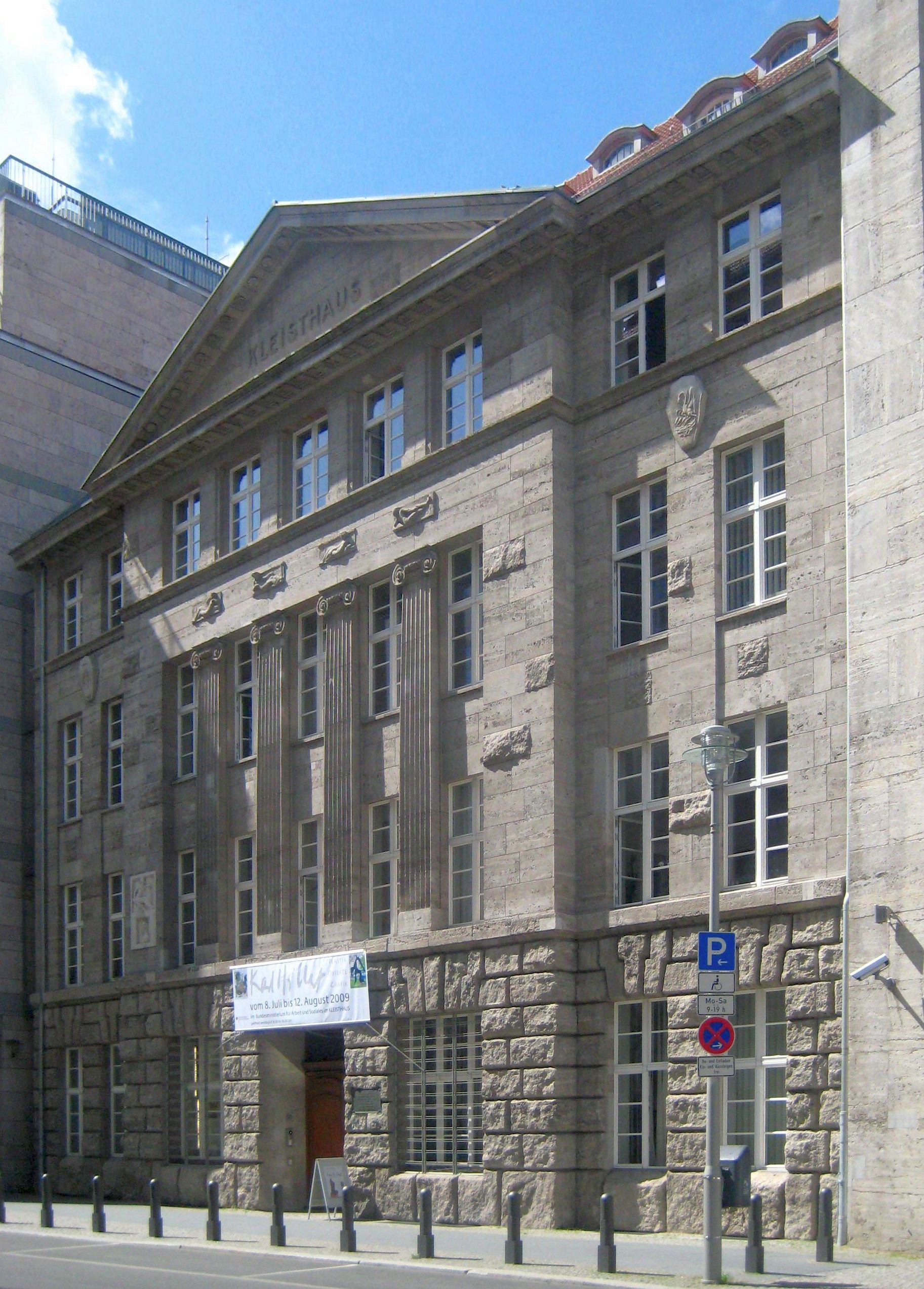
Der Name des Kleisthauses in Berlin-Mitte, Mauerstraße 53 erinnert an den Dichter, der von 1810 bis 1811 im Vorgängerbau wohnte.
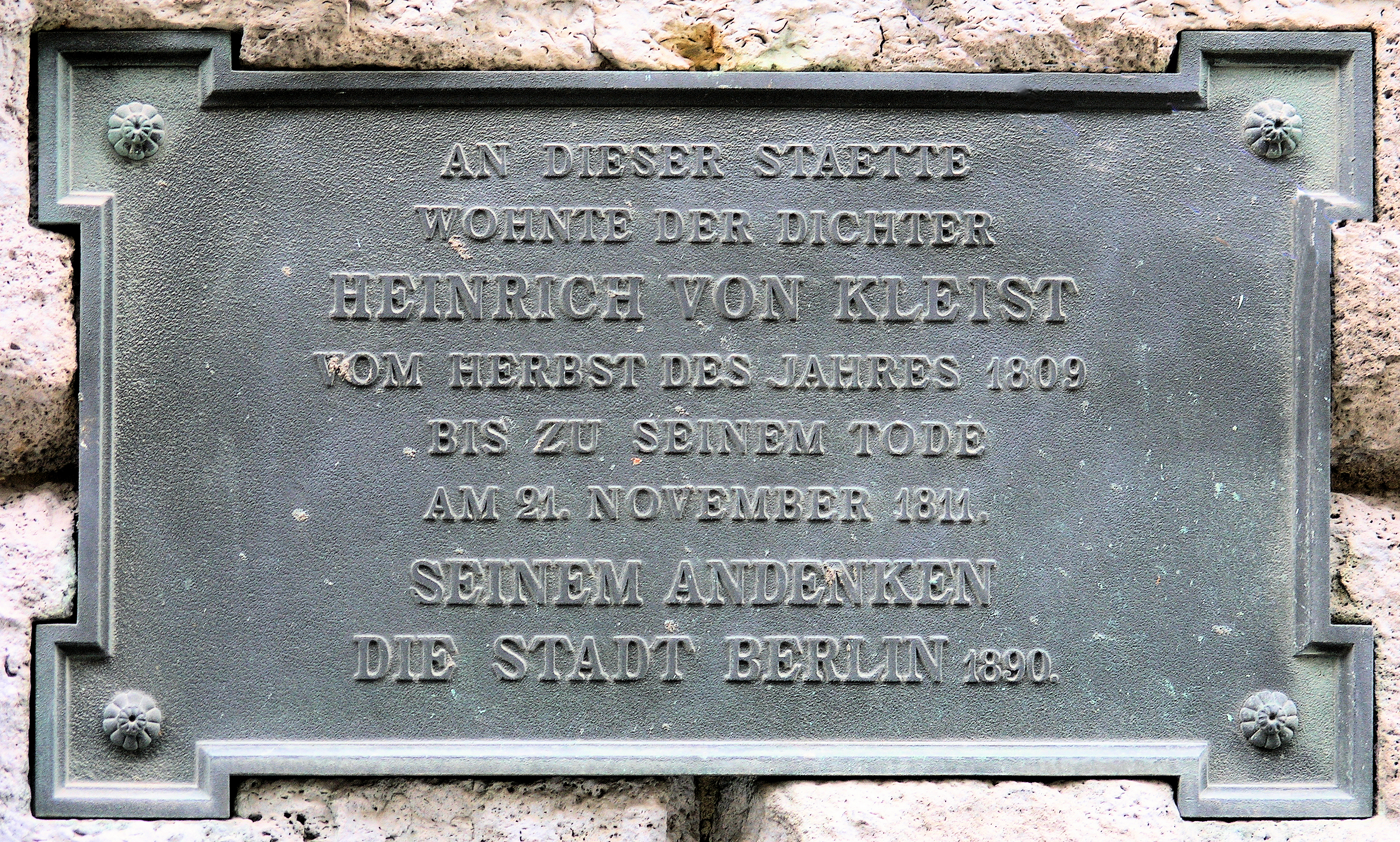
Gedenktafel am Kleisthaus
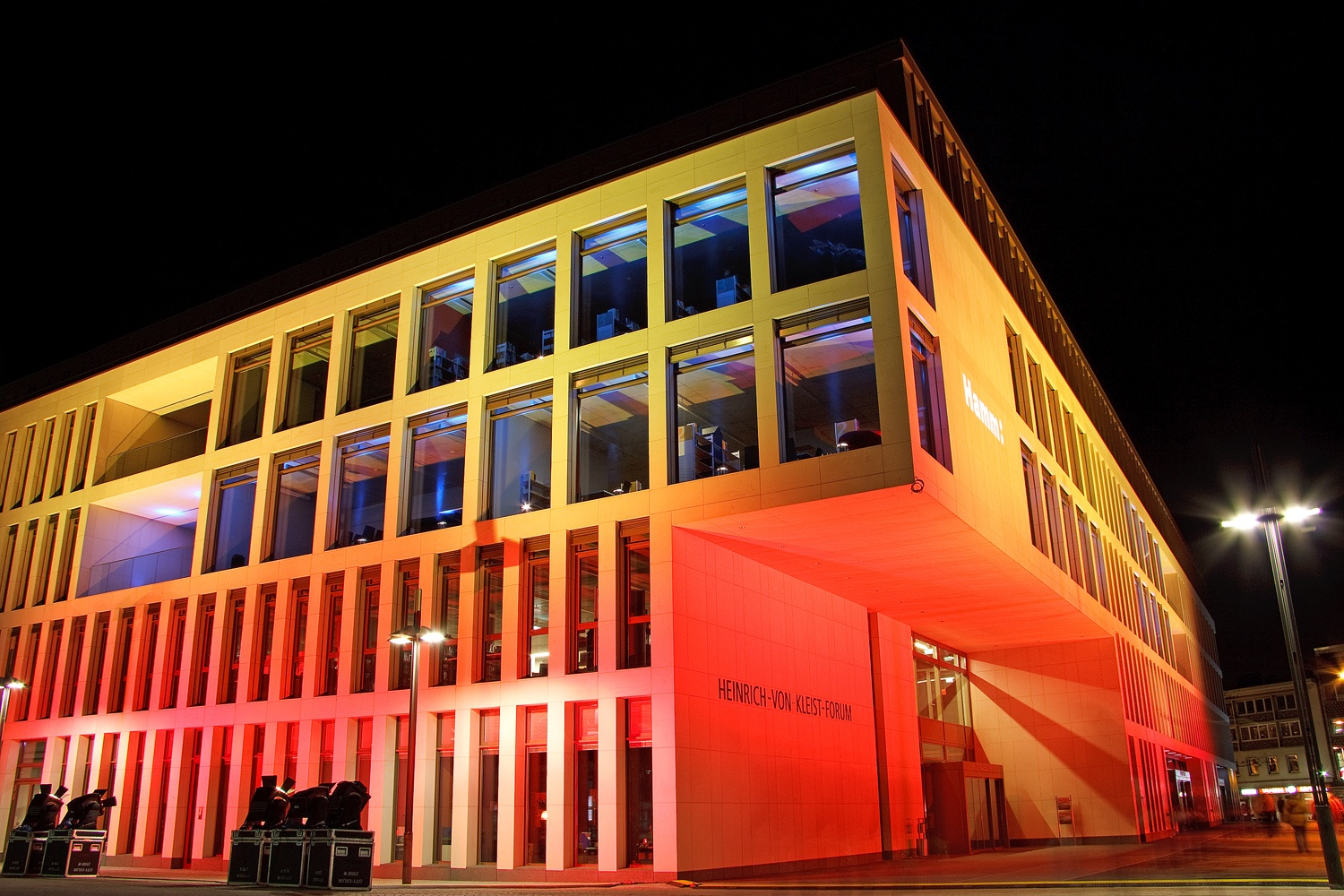
Heinrich-von-Kleist-Forum (Hamm)